# Honda Accord
O Accord é um sedan de porte grande da Honda. É fabricado desde 1976 e atualmente está na 10ª geração, presente no mercado brasileiro desde 2008. Atualmente somente na versão EX (2.0L Turbo 16V 256 cv). O Accord foi o primeiro carro de origem japonesa a ser fabricado nos Estados Unidos e o primeiro carro de origem não americana a conseguir o título de carro mais vendido do ano dos Estados Unidos entre 1989 e 1990.

## Primeira Geração (1976–1981)
A primeira geração do Honda Accord foi lançada em 7 de maio de 1976 como um hatchback de três portas com 68 cv (51 kW), uma distância entre eixos de 93,7 polegadas (2 380,0 mm) e um peso de cerca de 2 000 libras. Os carros do mercado japonês reivindicaram 80 PS (59 kW) JIS (similar ao SAE Bruto), enquanto os mercados de exportação europeus e outros receberam um modelo sem equipamento de controle de emissões; reivindicou 80 PS também, mas de acordo com a norma DIN mais rigorosa. Foi uma expansão de plataforma do Honda Civic anterior a 4 125 mm (162 in) de comprimento. Para cumprir com os regulamentos de emissões recentemente promulgados no Japão, o motor foi equipado com a tecnologia CVCC da Honda. O Accord vendeu bem devido ao seu tamanho moderado e grande economia de combustível. Foi um dos primeiros sedans japoneses com características como assentos de pano, um tacômetro, limpadores intermitentes e um rádio AM / FM como equipamento padrão. Em 1978, foi adicionada uma versão LX do hatchback, que veio com ar condicionado, um relógio digital e direção hidráulica. Até o Accord, e o Prelude estreitamente relacionado, a direção hidráulica não estava disponível para carros com menos de dois litros. Os compradores japoneses eram responsáveis por um imposto rodoviário anual ligeiramente mais alto do que o Civic menor, que tinha um motor menor.
Em 14 de outubro de 1977 (um ano depois no mercado dos EUA), um sedan de quatro portas foi adicionado à linha, e a potência foi para 72 cv (54 kW) quando o motor de 1 599 cc (97,6 pol) foi completado e determinados mercados substituídos pelos 1 751 cc (106,9 pol). Em 1980, a transmissão semiautomática de duas velocidades opcional dos anos anteriores tornou-se uma caixa de velocidades totalmente automática de três velocidades (uma caixa de velocidades automática de quatro velocidades não foi utilizada no Accord até ao ano modelo de 1983). As versões norte-americanas tinham guarnições de pára-choques ligeiramente reprojetadas. Outras mudanças incluíram novas grades e lanternas traseiras e espelhos remotos adicionados nos modelos de quatro portas (cromo) e LX (plástico preto).
Na América do Norte, o ano modelo de 1981 trouxe apenas mudanças de detalhe, como novos tecidos e algumas novas combinações de cores. Nivorno Beige (código nº Y-39) foi substituído por Oslo Ivory (nº YR-43). O castanho escuro foi descontinuado, assim como o bronze metálico. Um pouco mais tarde, em 1981, um modelo SE foi adicionado pela primeira vez, com assentos de couro Novillo e vidros elétricos. Os hatchbacks de modelo básico, junto com as quatro portas, LX e SE de quatro portas, receberam o mesmo espelho remoto de plástico preto menor. O painel de instrumentos foi revisado com a maioria dos pictogramas que substituíram as luzes de aviso e as marcações do medidor. O câmbio foi reprojetado para ter uma mola mais forte para evitar o engate não intencional do reverso, substituindo o botão de mudança de mola dos carros do ano modelo de 1976 a 1980. Em 1981, a potência do motor 1.8 caiu para 51 kW (51 kW) na América do Norte.

## Segunda geração (1981 – 1985)
Estreando em 22 de setembro de 1981 no Japão, na Europa e na América do Norte, esta geração do Accord sendo produzida no Japão, tornou-se a primeira também a ser construída nos EUA, na fábrica da Honda em Marysville, Ohio. Desde o seu primeiro ano no mercado americano, também se tornou a placa de identificação japonesa mais vendida nos EUA, mantendo essa posição por cerca de 15 anos. No Japão, um modelo irmão chamado Honda Vigor foi lançado simultaneamente com o novo Accord. Isso permitiu que a Honda vendesse o produto em diferentes canais de vendas chamados Honda Clio, que vendeu o Accord, e Honda Verno, que vendeu o Vigor.
Modernizando o interior e o exterior, o Accord de segunda geração era mecanicamente muito semelhante ao original, usando o mesmo motor EK-1 CVCC de 1.751 cc (1.751 L; 106.9 pol. cúb.). Veículos com transmissão manual e o carburador CVCC receberam 13,6 km/L (38 mpg-imp; 32 mpg-EUA) com base nos testes de emissões do governo japonês usando 10 modos diferentes de cenários e 110 PS (80,9 kW; 108,5 bhp) e 23 km/l (65 mpg-imp; 54 mpg-EUA) com velocidades consistentemente mantidas a 60 km/h.
Este automóvel incluiu características populares da época, tais como carpete felpudo, acabamento em cabine de veludo e detalhes cromados. Um acessório opcional do Accord de 1981 foi um Electro Gyrocator, o primeiro sistema automático de navegação automóvel do mundo. Modelos estavam disponíveis em Prata, Céu Azul e Bege. O hatchback LX ofereceu um relógio digital e economia de combustível ligeiramente maior (devido ao seu peso mais leve).
Nos Estados Unidos, os regulamentos federais de iluminação exigiam faróis de construção de vigas seladas e tamanho e forma padrão em todos os veículos, de modo que os Accords na América do Norte estavam equipados com quatro unidades de faróis retangulares em vez das unidades de lâmpadas substituíveis aerodinâmicas usadas nos Accords vendidos fora do Norte América (note imagens de especificações europeias). Outras variações de iluminação automotiva incluíram refletores e refletores na parte traseira e traseira do âmbar na América do Norte, e arruelas de faróis e uma luz de neblina traseira vermelha para os mercados europeus. Os Accords do mercado japonês eram únicos em todos os outros mercados, oferecendo controle de altura ajustável e espelhos laterais instalados nos pára-lamas médios.
Em 1983, a Honda atualizou a transmissão automática para quatro velocidades, uma grande melhoria em relação à transmissão anterior de três velocidades. A transmissão manual de cinco marchas permaneceu inalterada. Um novo velocímetro de 192 km/h substituiu a unidade anterior de 136 km/h. A edição especial (SE) contou com assentos de couro Novillo, vidros elétricos, teto solar elétrico e fechaduras. Cinza foi adicionado como uma opção de cor. Um motor EK-2 ligeiramente modificado foi introduzido, substituindo o anterior EK-1, embora ainda carburado.

### Atualizar-1983 (ano modelo de 1984)
Sedan de Especificação Europeia (facelift)
Hatchback (facelift)
Em 1983, os Accords vendidos nos EUA orientais foram produzidos na nova fábrica de Marysville, com qualidade considerada igual à produzida no Japão. Em junho de 1983, para o ano modelo de 1984, o corpo do Accord foi reestilizado com um nariz levemente inclinado para baixo e uma nova série de motopropulsores CVCC de 12 válvulas. Globalmente, houve um 1.6 (EY) e também o ligeiramente mais potente ES2 1 829 cc (1 829 L; 111,6 pol. cúb.), produzindo 86 bhp (64 kW) em corte federal. A Honda integrou luzes e refletores laterais traseiros no lado das unidades de luzes traseiras. O European Accords agora incluía um repetidor lateral de sinal de direção logo atrás de cada roda da frente. A exigência dos EUA para faróis padronizados foi rescindida no final de 1983, mas a North American Accords continuou a usar vigas seladas até os modelos de quarta geração de 1989 serem lançados.
O LX oferecia estofamento de veludo, estéreo cassete com reversão automática, ar condicionado, controle de cruzeiro, freios elétricos, direção hidráulica, vidros elétricos e fechaduras elétricas (somente sedan), relógio digital, antena de pilar de teto e molduras pretas espessas. pára-choques integrados e tampas de rodas de plástico estilo mock-liga flush que se assemelhavam ao Audi 5 000 de definição de tendência. Suprimentos eram apertados, como nos estados orientais, a espera era meses para um sedan de grafite cinza, uma cor então popular. O hatchback LX foi a única versão de 1984 do Accord a incluir dois espelhos laterais.
O sedan de 1984 estava disponível em quatro cores exteriores, o grego branco e três opções metálicas: Columbus Gray, Regency Red (Borgonha) e Stratos Blue (aço). O hatchback regular estava disponível em branco grego, vermelho dominicano e o metálico Stratos Blue. O hatchback LX de 1984 veio em apenas três cores metálicas: cinza grafite, vermelho Regency e marrom cobre.
Foi um dos primeiros veículos de engenharia japoneses a oferecer injeção de combustível controlada por computador com um injetor por cilindro, também conhecida como injeção de combustível de múltiplas portas. Isto chegou em 24 de maio de 1984 no motor de 1,8 L da série ES e era conhecido como injeção programada de combustível da Honda, ou PGM-FI. Esta opção não foi oferecida até 1985 no mercado dos EUA. Veículos com PGM-FI (motor da série ES3) obtiveram 13,2 km/L (37 mpg-imp; 31 mpg-EUA) com base em testes de emissões do governo japonês usando 10 modos diferentes de cenários, com 130 PS (95,6 kW; 128,2 bhp) e 22 km/l (62 mpg-imp; 52 mpg-EUA) com velocidades consistentemente mantidas a 60 km/h (37,3 mph).
Em 1985, a Special Edition retornou como SE-i, capitalizando o último ano da produção da segunda geração. Um motor não CVCC ES3 de 110 cv (82 kW) com injeção de combustível era exclusivo deste modelo. O apelido, SE-i, foi adaptado da guarnição do SE, mas incluiu o "-i" para significar o motor com injeção de combustível do nível mais alto. Este motor de 12 válvulas, 1,829 cc (1,829 L; 111,6 pol. cúb.) foi o primeiro motor não CVCC usado em um Accord, e foi o mesmo projeto de motor básico usado pela Honda até 1989. Como o anterior do SE em 1983, o A SE-i apresentava assentos em couro Novillo, teto solar elétrico, vidro fosco em bronze, sistema de som premium com cassete e jantes de liga leve de 13 polegadas. O nível de equipamento de luxo no SE-i foi essencialmente itens que foram instalados no Honda Vigor VTL-i, que só foi vendido no Japão.
As opções disponíveis diferem de mercado para mercado. O motor de 1,8 litros, a transmissão automática de quatro velocidades atualizada e as opções de nível de acabamento 'EX' foram disponibilizadas pela primeira vez na Nova Zelândia durante o ano de 1984, junto com o modelo de 1,6 litros 'LX'.

O Japão geralmente recebeu mais opções antes do resto do mundo. Em 1981, o Accord oferecia uma suspensão pneumática ajustável em altura no mercado japonês. A partir de 1983 no Japão e 1984 na Europa, a segunda geração do Accord estava disponível com freios anti-lock (chamados ALB) como uma opção. Este sistema de travagem foi a primeira vez que um Accord utilizou travões de disco nas quatro rodas. A injeção de combustível tornou-se disponível em 1984 no mercado do Japão com a introdução anterior do motor ES3 na SE-i. Os modelos levaram um ano para chegar aos mercados da América do Norte e da Europa, com leis de emissões menos rígidas, usando carburadores durante a produção de segunda geração.

## Terceira geração (1985 – 1989)

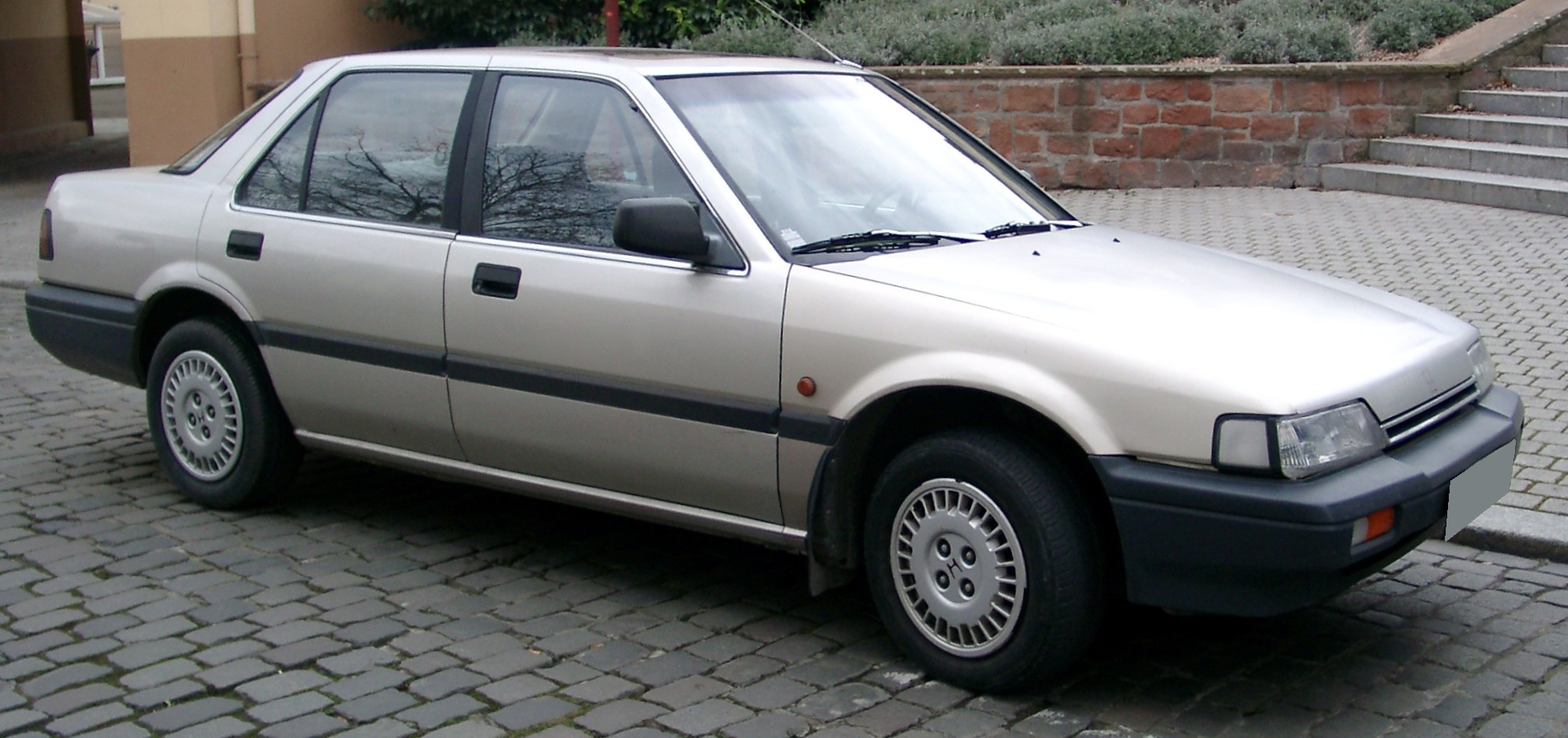
Accord EX sedan without hidden headlamps (Europe)

A terceira geração do Accord foi introduzida no Japão em 4 de junho de 1985 e na Europa e na América do Norte no final daquele ano. Tinha um design exterior muito marcante com estilo de Toshi Oshika em 1983, que ressoou bem com os compradores internacionalmente. Uma característica notável foi os faróis escondidos. Porque esta geração também foi vendida como o Honda Vigor, o Accord recebeu os faróis escondidos. O canal japonês da Honda, chamado Honda Verno, tinha elementos de estilo que ajudaram a identificar os produtos disponíveis apenas na Honda Verno. Como resultado, o Accord do mercado japonês tinha um estilo Honda Vigor, mas foi vendido nas recém-estabelecidas concessionárias japonesas Honda Clio com o novo sedã Honda Legend e os Accords internacionais agora estavam visualmente alinhados com o Prelude, o CR-X e o novo Integra.
Os faróis retráteis da terceira geração do Accord sedan estavam no Japão, EUA, Canadá, Austrália, Nova Zelândia, região KY (países árabes) e em carros em Taiwan que foram importados dos EUA. Em outros países, o Accord sedan tinha farois convencionais, incluindo no Japão a partir de julho de 1987 em "Accord CA", com a sigla CA "Continental Accord". Accords em todos os outros volumes (hatchback, Aerodeck, coupé) tinham apenas farois retráteis.
Em sua introdução em 1985, ganhou o prêmio "Car of the Year" do Japão.
A terceira geração do Accord se tornou a primeira Honda a empregar double wishbones (braços duplos) nas extremidades dianteira e traseira. Embora mais caro do que os sistemas de suspensão MacPherson da concorrência, essa configuração proporcionou melhor estabilidade e maior manuseio para o veículo. Todos tinham barras estabilizadoras dianteiras e os modelos superiores tinham barras estabilizadoras também na traseira. Os freios eram discos pequenos em todas as rodas com pinças de pistão duplo (disponíveis apenas no modelo japonês 2.0-Si), discos maiores em todas as rodas com pinças de pistão simples ou um sistema de tambor / disco traseiro. O ABS estava disponível como uma opção nos modelos de freio a disco nas 4 rodas, embora não na América do Norte. O modelo Accord básico foi montado em rodas de aço de 13 polegadas com calotas, nos modelos mais caros existia a opção de rodas de liga leve de 14 polegadas.
Os motores disponíveis do Accord variavam dependendo de seu mercado: o Japão recebia o A18A, A20A, B18A, B20A e A20A3 (carros importados dos EUA); Europa recebeu o A16A1, A20A1, A20A2, A20A3, A20A4, B20A2 e B20A8; Austrália e Nova Zelândia receberam A20A2 e A20A4; outras regiões receberam A20A2 e / ou A16A1; enquanto os EUA, Canadá e Taiwan (carros importados dos EUA) receberam o A20A1 e o A20A3. No ano de 1986, o bloco de motor modelo Accord foi marcado como BS e BT nos EUA, BS1 e BT1 no Canadá, e esses carros tinham o código de chassi BA. Desde 1987, o bloco de motor na Indonésia foi marcado como NA em vez de A20A2. O bloco do motor na Tailândia foi marcado como A.
No Japão, a introdução de um motor de 2.0 litros obrigou os motoristas japoneses a pagar uma taxa anual mais alta em comparação com as duas últimas gerações, empurrando o Accord para a categoria de luxo no Japão.
Os níveis de acabamento do Accord variavam de grosseiros a luxuosos. No mercado doméstico japonês, o Accord estava disponível com um pacote de potência completo, espelhos aquecidos (opcional), um painel de instrumentos digital (opcional), teto solar (opcional), controle de cruzeiro e controle climático (que também era opcional). Alguns modelos de exportação do norte da Europa também tinham bancos dianteiros aquecidos e lavadores de farois. Accords norte-americanos e australianos não estavam disponíveis com a maioria dessas opções, já esperada (nos EUA em particular) pelo fato de a Honda ser vista na época como uma construtora de carros econômicos, e não para canibalizar as vendas da recém-lançada linha Acura.
Em todos os diferentes mercados, além do modelo sedan, o Accord estava disponível com diferentes modelos que incluíam um hatchback de três portas, um shotbreak de três portas chamado Accord Aerodeck e um coupé de duas portas que foi lançado em 1987 como modelo de 1988. O coupé, que foi construído exclusivamente na fábrica da Honda em Marysville, Ohio, foi "exportado reversamente" de volta para o Japão, onde era conhecido como o CA6 dos EUA-Coupé.

### Accord AeroDeck

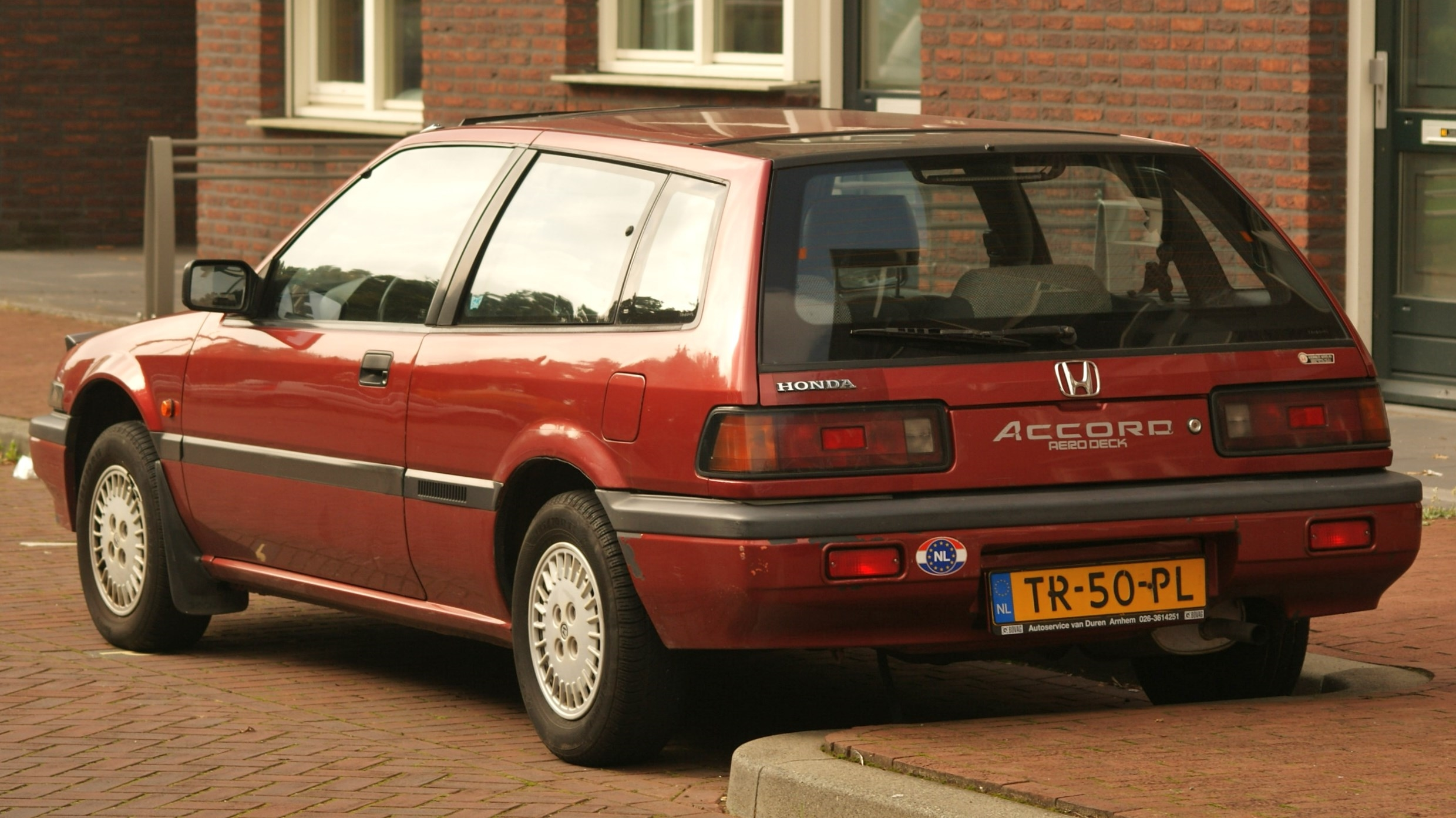
Accord AeroDeck shooting brake (Europe)

O Accord de terceira geração foi vendido no Japão, Europa e Nova Zelândia como um hatchback de três portas com um teto plano sobre os assentos traseiros, conhecido na Europa como um shotbreak. O estilo de um hatchback de teto plano também foi utilizado no subcompacto de terceira geração Honda Civic (terceira geração), na segunda geração do supermini da Honda, o City, e na primeira geração do Honda Today kei. O Honda CR-X foi o único hatchback de três portas que adotou uma aparência de "camurça traseira", demonstrando uma aparência de carro de desempenho identificada com os produtos Honda Verno durante meados dos anos 1980.
Na América do Norte, os modelos Accord Coupé e hatchback foram oferecidos em lugar do Verno. O nome "AeroDeck" foi reutilizado no StationWagon Honda Civic de 5 portas, vendido no Reino Unido de 1996 a 2000. Em partes da Europa Continental, o Accord AeroDeck de cinco portas também foi chamado de Accord AeroDeck. de 1990 até 2008, quando o nome da propriedade foi renomeado para "Accord Tourer". [22] O AeroDeck só estava disponível no Japão nas concessionárias Honda Clio como uma variação do Accord.
As habilidades de manuseio de carga do AeroDeck foram cedidas para a quarta geração Accord StationWagon (estate) em 1990. O AeroDeck era exclusivo para a linha de modelos Accord, já que o AeroDeck não estava disponível como Honda Vigor, como o Accord e o Vigor eram mecanicamente idênticos. O AeroDeck tinha um coeficiente aerodinâmico de 0,34, e a distância entre eixos de 2600 mm tinha um interior espaçoso para os passageiros dianteiros e traseiros, parecido com um sedã de tamanho médio. Infelizmente, a aparência não foi bem recebida no Japão, já que a introdução do Accord Coupe foi mais bem apreciada. A aparência foi mais popular no Reino Unido.
O AeroDeck foi equipado com uma suspensão de quatro rodas de dois braços triangulares, que proporcionou uma performance confortável em curvas. Além disso, a direção assistida sensível à velocidade está incluída, o que dá ao carro assistência fácil de virar em velocidades abaixo de 40 quilômetros por hora (25 mph) durante a operação, como estacionamento paralelo. Note que o modelo de topo do Japão "2.0Si" é o 4w-ALB (ABS de 4 rodas), equipamento padrão (com opção de upgrade em outros pacotes de ajustes).
A visibilidade do assento do motorista e do assento do passageiro foi melhorada devido ao design do painel de instrumentos inferior da janela da frente e um grande parabrisas. E os interruptores são organizados de forma eficiente e no momento em que a posição de condução pode ser ajustada com precisão.
Devido à forma do veículo e ao teto plano que continuava na traseira do veículo, a abertura da porta traseira apresentava algumas desvantagens em ambientes com pouco espaço. A parte inferior da tampa não era como a usada em uma perua que descia até o parachoques traseiro, por isso colocar bagagem na traseira não era tão conveniente quanto uma perua convencional com um hatchback de uma peça. A tampa traseira também envolvia o teto traseiro, semelhante a uma porta de asa de gaivota, de modo que o vidro traseiro estava em dois pedaços, um para a janela traseira e outro parcialmente para o teto traseiro. Quando aberta, a tampa se elevava acima do teto em um ângulo reto, proporcionando uma folga superior adicional quando a tampa estava aberta.
Além disso, devido à ênfase em auxiliar a entrada do passageiro do banco traseiro, uma porta dianteira mais longa foi instalada, e porque as janelas elétricas não foram instaladas nos modelos mais simples "LX", "LX-S", logo, a abertura e fechamento dos vidros era uma tarefa difícil.
- Accord Si hatchback (Australia)
- Accord coupe (US)
- Accord EX sedan (Europe)
- Interior

### Códigos de configuração de chassis
| CÓDIGO     | CÓDIGO     | CÓDIGO DO MOTOR                                 | REGIÃO                                         |
| ---------- | ---------- | ----------------------------------------------- | ---------------------------------------------- |
| -          | CA1        | A18A                                            | Japão                                          |
| -          | CA2        | B18A                                            | Japão                                          |
| -          | CA3        | B20A                                            | Japão                                          |
| JHM        | CA4        | A16A1                                           | Europa, Turquia, Paquistão, Singapura e outros |
| JHM/1HG    | BA'86      | BS/BT                                           | EUA                                            |
| JHM/1HG    | BA'86      | BS1/BT1                                         | Canadá                                         |
| JHM        | CA5'87+    | A20A1/A20A3                                     | EUA, Canadá                                    |
| 1HG        | CA5'87+    | A20A1/A20A3                                     | EUA, Canadá'89                                 |
| 1HG        | CA5'87+    | A20A1/A20A3                                     | Taiwan (importado dos EUA)                     |
| 2HG'87-'88 | CA5'87+    | A20A1/A20A3                                     | EUA'88, Canadá                                 |
| -          | CA5'87.05+ | A20A                                            | Japão                                          |
| -          | CA5        | A20A2                                           | Malásia                                        |
| JHM        | CA5        | A20A1/A20A2/A20A3'87+/A20A4/B20A2'87+/B20A8'88+ | Europa                                         |
| JHM        | CA5        | A20A2/A20A4'87+                                 | Austrália                                      |
| JHM        | CA5        | A20A4                                           | Nova Zelândia (apenas o Aerodeck)              |
| JHM        | CA5        | A20A2                                           | outros                                         |
| 1HG        | CA6'88+    | A20A1/A20A3                                     | EUA, Canadá                                    |
| -          | CA6'88.04+ | A20A3                                           | Japão (Importado dos EUA)                      |
| -          | SE3        | A20A2'86/NA'87+                                 | Indonésia                                      |
| -          | AC         | A                                               | Thailândia                                     |
| -          | diferente  | A20A2/A20A4'87.10+                              | Nova Zelândia (exceto Aerodeck)                |

## Quarta geração (1990–1993)
A 4ª geração Accord, introduzida no chassi "CB", foi revelada em 1989 para o ano de 1990. Embora muito maior que seu antecessor, o estilo do sedã era evolucionário, apresentando o mesmo design rebaixado e janela traseira envolvente como o 3º. Pela primeira vez, um hatchback de 3 portas não estava mais disponível internacionalmente.
Este foi um dos primeiros carros de produção dos EUA a apresentar refletores ópticos com lentes completamente claras nos faróis. O estilo refletia influências do carro-chefe Honda Legend (vendido na América do Norte como um Acura), já que os Accords japoneses agora eram vendidos nas concessionárias Honda Clio, onde o Legend e o Honda Inspire foram vendidos. A crescente popularidade do Accord internacionalmente ficou evidente nas dimensões sempre crescentes, que agora combinavam quase exatamente com a primeira geração da Legend, introduzida em 1986.
Para esta quarta geração do Accord, a Honda fez melhorias significativas no design de engenharia. Todos os Accords vendidos na América do Norte vieram com um padrão totalmente novo de motor de injeção eletrônica de combustível de 2.2 litros e 16 válvulas, substituindo o modelo anterior de 12 válvulas de 2.0 litros da geração passada. Também digno de nota, todos os Accords equipados com transmissões automáticas usaram um suporte de motor traseiro controlado eletronicamente para reduzir o ruído e a vibração de baixa frequência. A montagem continha duas câmaras cheias de fluido separadas por uma válvula controlada por computador. Em baixas rotações do motor, o fluido é direcionado através da vibração de amortecimento da válvula. Acima de 850 rpm, o fluido é direcionado ao redor da válvula, tornando o motor mais rígido.
Nos EUA, as designações LX-i e SE-i foram descartadas, sendo substituídas pelos níveis de ajuste DX, LX e EX. Os níveis de acabamento do Accord canadense variaram ligeiramente dos modelos norte-americanos com LX, EX e EX-R, correspondendo aproximadamente ao modelo americano DX, LX e EX, respectivamente. A quarta geração de Accords EXi montados em japonês vendidos na Austrália ofereceu a mesma tecnologia de direção nas quatro rodas que estava disponível opcionalmente no Honda Prelude dos EUA, mas não foi incluída nas versões montadas na Nova Zelândia. O sistema de direção de quatro rodas também estava disponível no companheiro de plataforma japonês do Accord, chamado o Honda Ascot FTBi. Os cupês Accord dos EUA estavam disponíveis nos mesmos modelos DX, LX e EX que o Sedan dos EUA (LX, EX e EX-R no Canadá).
Um motor de 4 cilindros e 125 cavalos de potência (93 kW) foi oferecido nos modelos DX e LX (F22A1), enquanto o EX de 1990 e 1991 recebeu uma versão de 130 HP (97 kW) (F22A4). O controle de cruzeiro foi retirado do sedã DX, com o ar condicionado permanecendo como uma opção instalada pelo revendedor. O LX manteve as mesmas características da geração anterior, incluindo ar-condicionado, vidros elétricos, travas de porta e espelhos. O 90-91 EX adicionou 5 cavalos de potência devido a um projeto diferente do coletor de escapamento, tubulação de escape ligeiramente maior e um silenciador de saída dupla. Rodas de liga de alumínio usinadas de 15 polegadas, teto solar, estofamento aprimorado, barra estabilizadora traseira e um estéreo de alta potência de 4 alto-falantes foram padrão em todos os modelos EX. Alguns modelos, embora raros, eram especiais encomendados com um sistema de freios antitravamento (na época abreviado como ALB, agora todos os fabricantes de automóveis se referem a ele como ABS). Uma transmissão manual reprojetada com uma embreagem hidráulica era um equipamento padrão em todos os internos, enquanto uma transmissão automática de 4 velocidades totalmente controlada eletronicamente era opcional para todos os modelos.
Alguns novos acessórios instalados pelo revendedor foram agora oferecidos, incluindo um CD player single-disc em painel ou CD changer de 6 discos, equalizador estéreo, faróis de neblina, sistema de segurança, spoiler de asa traseira, spoiler de mala, bagageiro completo e meia máscara de nariz, apoio de braço central, visores de janela, viseira de teto solar, tampa de carro e uma cobertura de cabina do piloto.
Por causa do aperto dos regulamentos de segurança de automóveis da NHTSA, todos os Accords de 1990 e 1991 vendidos nos Estados Unidos foram equipados com cintos de ombro motorizados para os passageiros da frente cumprirem os mandatos de restrição passiva. Essas restrições semiautomáticas eram um sistema de dois componentes; um cinto de ombro motorizado juntamente com um cinto de segurança não integrado e operado manualmente. Os cintos de ombro corriam automaticamente em volta de cada janela, envolvendo o motorista e o passageiro da frente sempre que a porta da frente se fechava. O processo foi revertido para liberá-los quando aberto. Os cintos de segurança, no entanto, ainda requerem fixação manual.

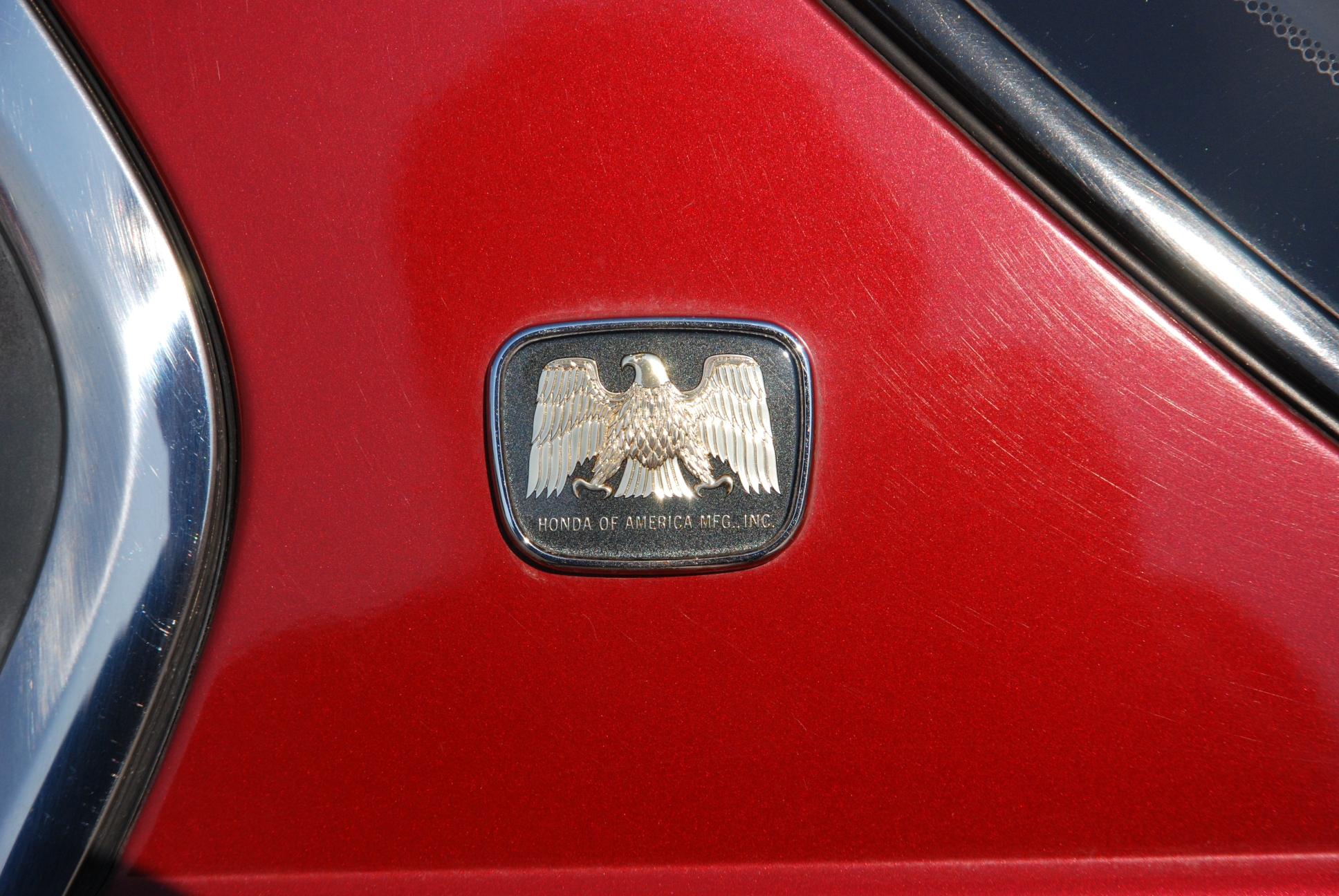
Honda of America badge (installed on the "C" pillar

No início de 1990 para o ano modelo de 1991, a Honda apresentou o Accord Wagon, fabricado na fábrica de Marysville, Ohio. A fábrica de Ohio exportou vagões e cupês com volante à direita para a Europa e o Japão, e na Europa o station wagon (estate) foi chamado de "Aerodeck" (em referência ao veículo de duas portas de 1985-1989). Todas as caminhonetes vendidas fora dos Estados Unidos foram afixadas com um pequeno distintivo no pilar "C" indicando que o veículo foi construído nas instalações de Ohio. Veículos europeus e japoneses tinham opções não disponíveis nos EUA, incluindo sistemas automáticos de controle climático, assentos elétricos e vários outros recursos menores. Os Accord Wagons estavam disponíveis desde novembro de 1990, apenas em versões LX e EX na América do Norte ou apenas 2.2i no Japão. Eles tinham freios dianteiros maiores para compensar o peso adicional e, ao contrário de outros Accords dos EUA, incluíam o airbag do lado do motorista como equipamento padrão. Além de uma cobertura de tonneau retrátil na área de carga traseira e entrada sem chave nos modelos EX, os vagões eram equipados da mesma forma que seus equivalentes de cupê e sedan.

### Retorno do SE (1991)
A Honda reintroduziu o SE (anteriormente SE-i) sedan para 1991. Ele retornou à linha sem o tradicional sistema de áudio de alta potência da Bose, mas com um sistema de áudio EX de cassete estéreo AM / FM 4x20 watt; volante revestido a couro, assentos de couro e painéis das portas, um motor de 140 hp (104 kW) com injeção de combustível, caixa automática de 4 velocidades e ABS como equipamento padrão. Pela primeira vez, uma transmissão manual não foi oferecida no SE. Duas cores estavam disponíveis: Solaris Silver Metallic com interior Graphite Black e Brittany Blue Metallic com interior Ivory. Ao contrário das edições anteriores, o 1991 SE não estava equipado com rodas de liga de estilo único, mas sim com as rodas do modelo EX.

### Atualizar (1991–1993)
Accord recebeu um facelift secundário em 1991 para o ano modelo de 1992. O modelo SE foi lançado novamente, mas deixou para trás seu motor F22A6 de 140 hp (104 kW) para uso nos modelos EX. Este motor adicionou 15 hp nos modelos DX e LX e 10 hp nos 90-91 modelo EX , devido a um novo sistema de escape revisto. O sistema usou o mesmo silenciador de saída dupla EX-SE, uma seção de entrada de ar revisada, um eixo de comando revisto e um coletor de admissão revisado usando válvulas borboleta IAB que abrem a 4 600 rpm para aumentar a entrada de ar respirando em altas rpm. Foi similar em design aos modelos 92-96 Prelude Si e VTEC. Para os anos de modelo de 1992 e 1993, o sistema de cinta de ombro motorizado foi substituído por um airbags padrão do lado do motorista e um arranjo convencional de ombro / cinto de segurança para todos, exceto para o passageiro central traseiro. Os travões de disco anti-bloqueio de 4 rodas tornaram-se padrão no EX. Os facias frontal e traseira receberam um visual mais arredondado e atualizado. Os modelos cupê e sedã receberam uma nova grade, novos faróis, luzes de estacionamento âmbar, moldagem lateral do corpo ligeiramente mais fina, projetos de roda atualizados e, pela primeira vez, o cupê EX usou rodas diferentes do sedan EX. Os sedans receberam luzes traseiras encurtadas e reestilizadas com sinal de volta âmbar invertido e posições de luz de reserva. As luzes traseiras do cupê e do vagão ainda se assemelhavam às do Accord de 1990-1991. O cupê usou o novo posicionamento invertido revisado do sinal e luzes de apoio mas as luzes traseiras de vagão contudo permaneceram o mesmo como os 90-91 modelos. Os níveis de acabamento EX incluíam uma função anti-roubo de rádio para impedir o roubo de estéreo. O apoio de braço dianteiro do motorista era agora padrão nos modelos LX e EX. Alguns acessórios instalados pelo revendedor foram descartados, incluindo o bagageiro, o spoiler do porta-malas e a tampa da cabine. Um kit de acabamento dourado foi adicionado.

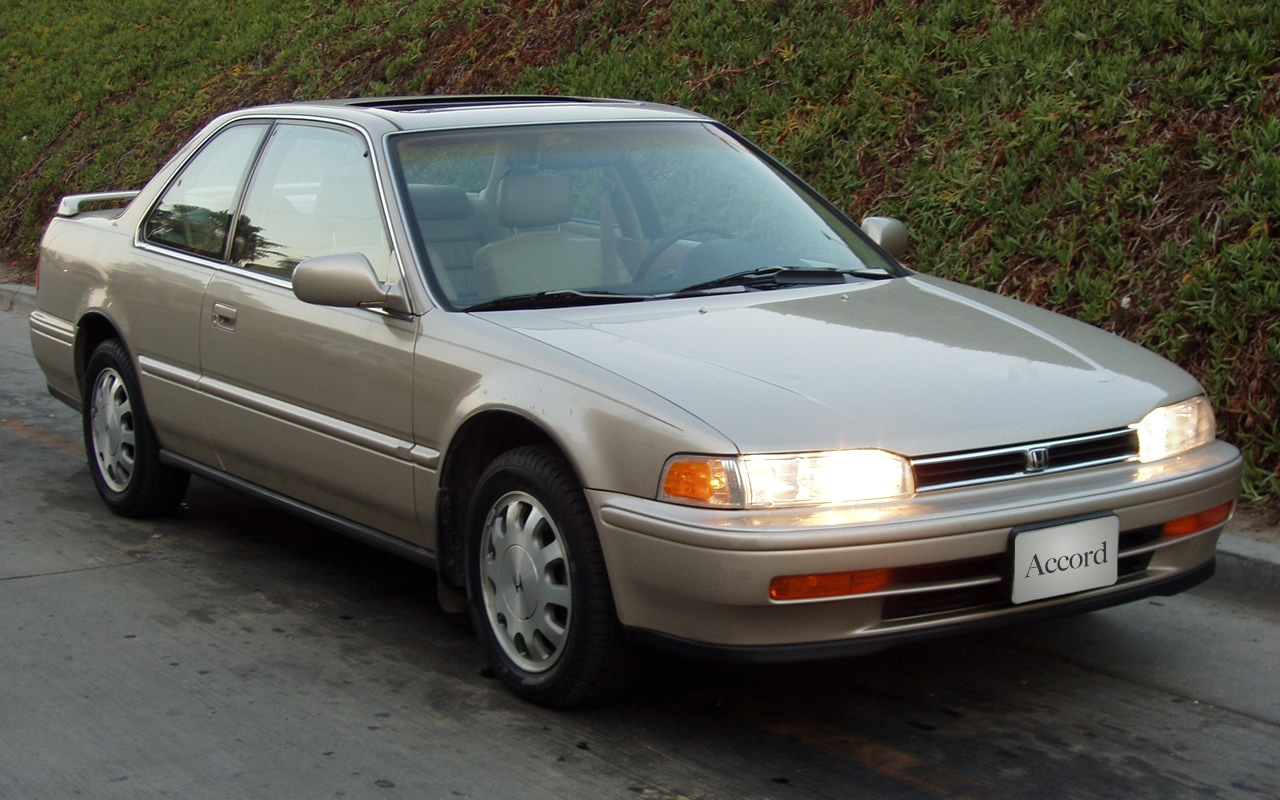
Coupe (1991 facelift)
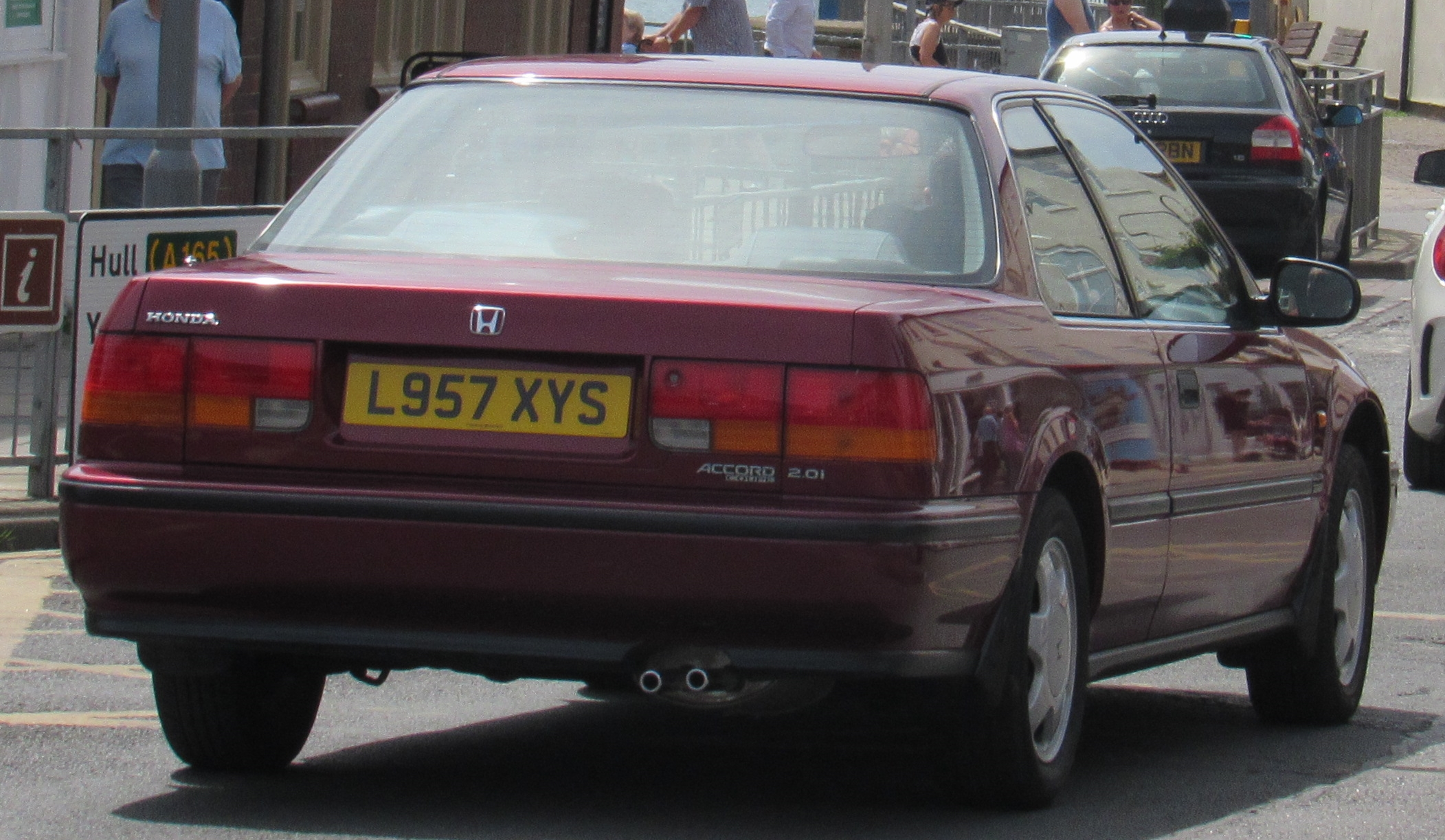
Coupe (1991 facelift)
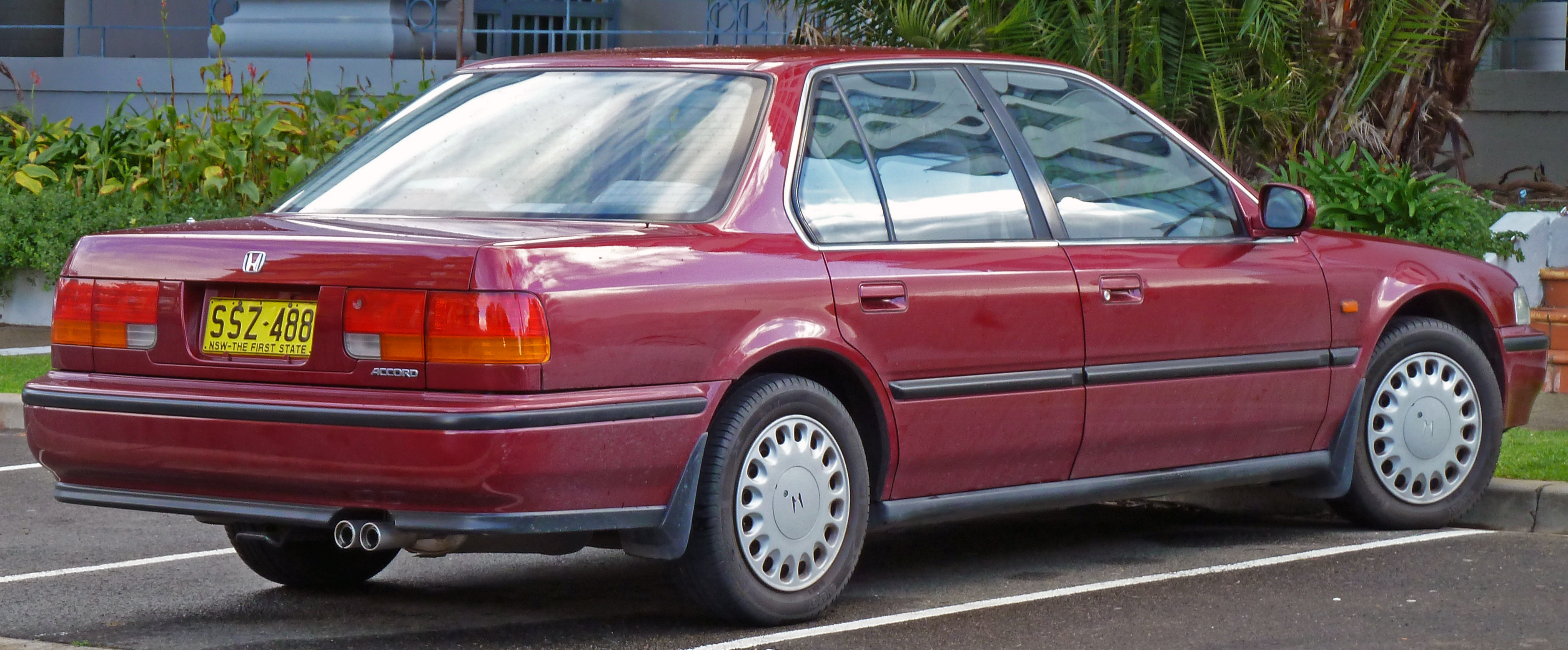
Sedan (1991 facelift)
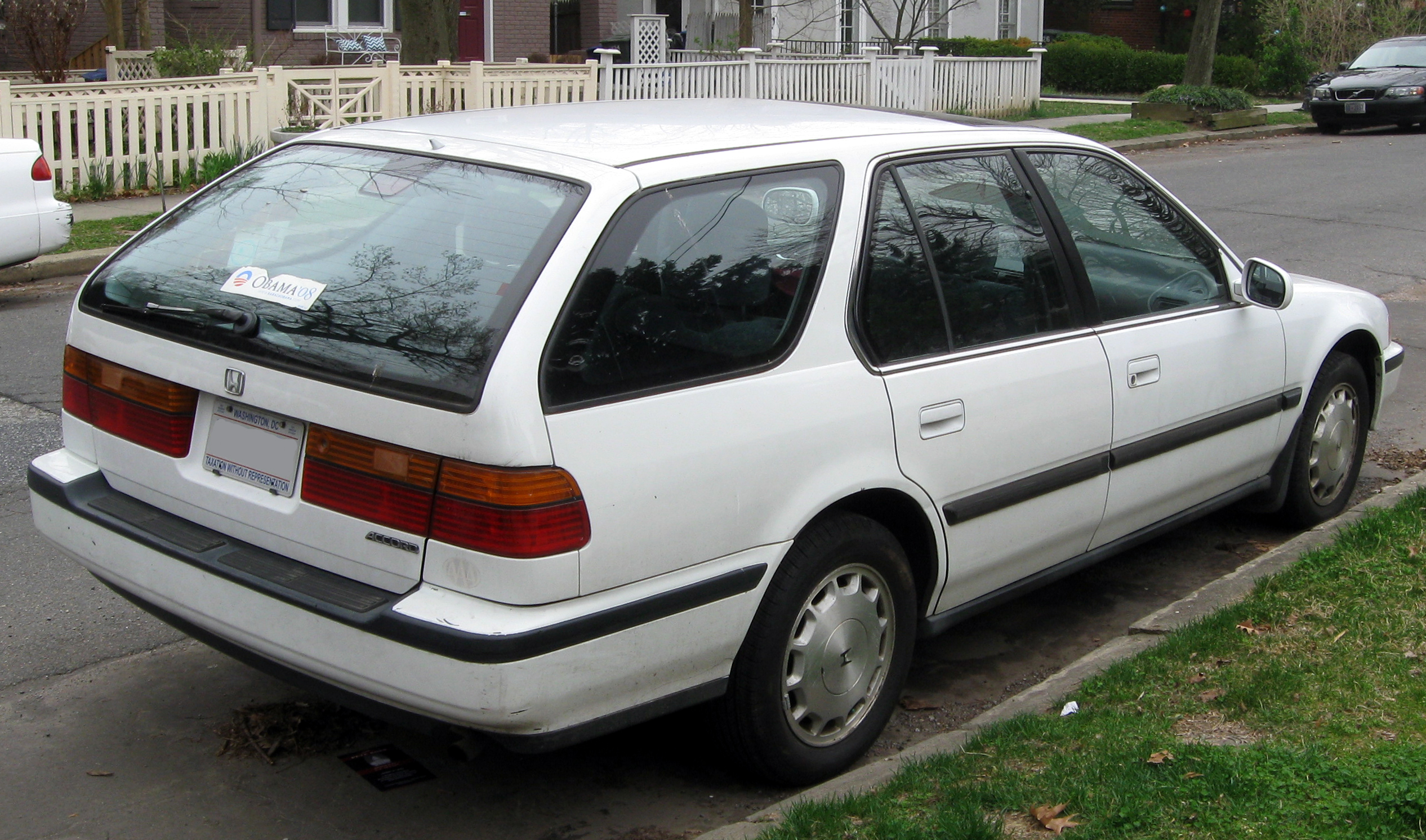
Wagon (1991 facelift)

### Edição de 10º Aniversário e retorno do SE (1993)
Em 1993, a Honda lançou o sedan "10th Anniversary Edition" para comemorar o 10º ano da produção do US Accord. A 10th Anniversary Edition foi baseada no sedan Accord LX, mas veio equipada com vários recursos não disponíveis no modelo LX. Os upgrades incluíram ABS, freios a disco de 4 rodas, jantes de liga leve de 15 "EX coupe seis raios, molduras laterais coloridas, spoiler e transmissão automática padrão. Foram oferecidas três cores para a edição de 10º aniversário: Frost White, Granada Black Pearl, e Arcadia Green Pearl Os modelos do 10º Aniversário também incluíram o mesmo tecido de sede premium encontrado nos modelos EX Os carros Frost White e Arcadia Green foram emparelhados com a mesma cor de interior de seus equivalentes LX / EX, Blue e Ivory, respectivamente. Os carros pretos estavam emparelhados com o interior Cinza, enquanto o Granada Black EX tinha o interior do Ivory.
O SE retornou no final de 1992 como um sedan e, pela primeira vez desde a SE-i de 1989, como um cupê. O sedan de SE caracterizou airbags dianteiros duplos standards; o primeiro Accord a fazê-lo. Um sistema de áudio Honda-Bose de 8 botões e 4 alto-falantes, transmissão automática, acabamento em couro, pára-choques com cor da carroceria e laterais do corpo eram padrão. O cupê SE incluía um spoiler de asa traseira de fábrica que diferia ligeiramente no design do spoiler de asa traseira acessório do revendedor instalado. No Canadá, o SE veio com bancos dianteiros aquecidos e espelhos laterais aquecidos. Tanto o sedã quanto o cupê também receberam rodas de liga leve de 15 polegadas. Todos os sedans SE durante 1990-1991 (1991 MY) e 1992-1993 (1993 MY) foram fabricados no Japão, enquanto todos os cupês SE foram produzidos nos EUA. O 1993 MY sedan estava disponível em duas cores: Cashmere Silver Metallic e Geneva Green Pearl , ambos com interior Ivory. O cupê também foi oferecido com duas cores: Cashmere Silver Metallic e Atlantis Blue Pearl, ambas com o interior Ivory. Infelizmente, 1993 seria a música do cisne para o SE como um modelo Accord exclusivo e de conteúdo limitado. Gerações posteriores usariam uma designação "Special Edition" em vez da designação "SE" usada anteriormente. Esses modelos eram uma combinação de um Accord LX com vários recursos EX semelhantes ao 1993 LX Edição de 10º Aniversário.
No final da vida útil do modelo do CB Accord, um modelo "pillared hardtop" chamado Honda Ascot Innova foi lançado no Japão, com base no chassi CB Accord, mas com um corpo diferente, muito mais moderno o Honda Prelude de 1992.

### Honda Ascot

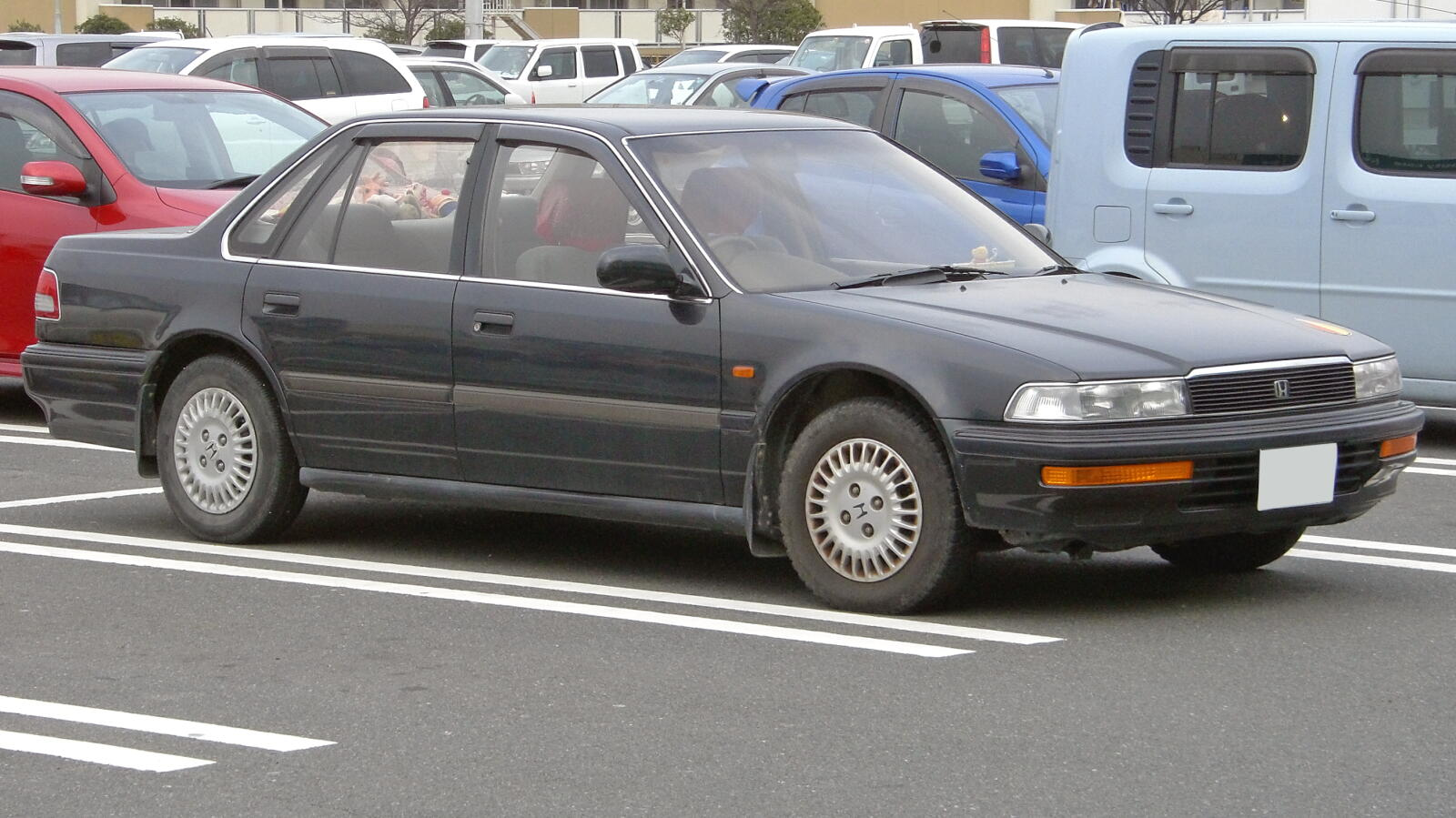
Japan-spec series CB Honda Ascot

A 4ª geração do Accord gerou um modelo irmão em 1989 chamado Honda Ascot que, apesar de ser mecanicamente idêntico ao Accord, continha uma carroceria exclusiva de sedã, embora tivesse uma semelhança com o Accord. O Ascot foi vendido através da rede Honda Primo no Japão, enquanto o Accord foi distribuído através da rede Honda Clio.

### Honda Vigor e Honda Inspire

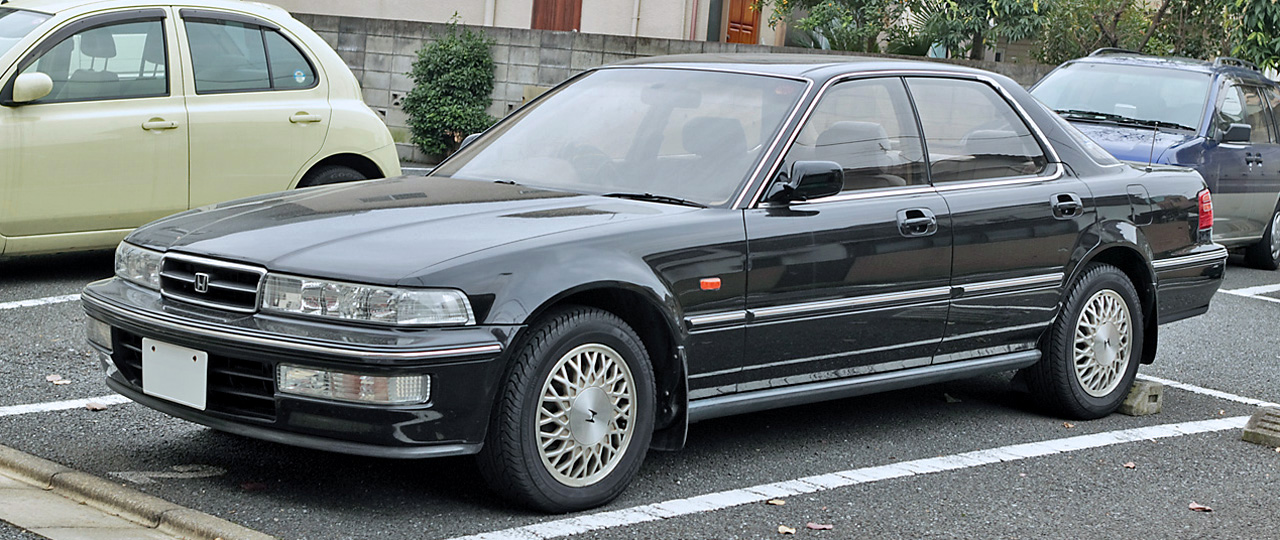
1989 Inspire

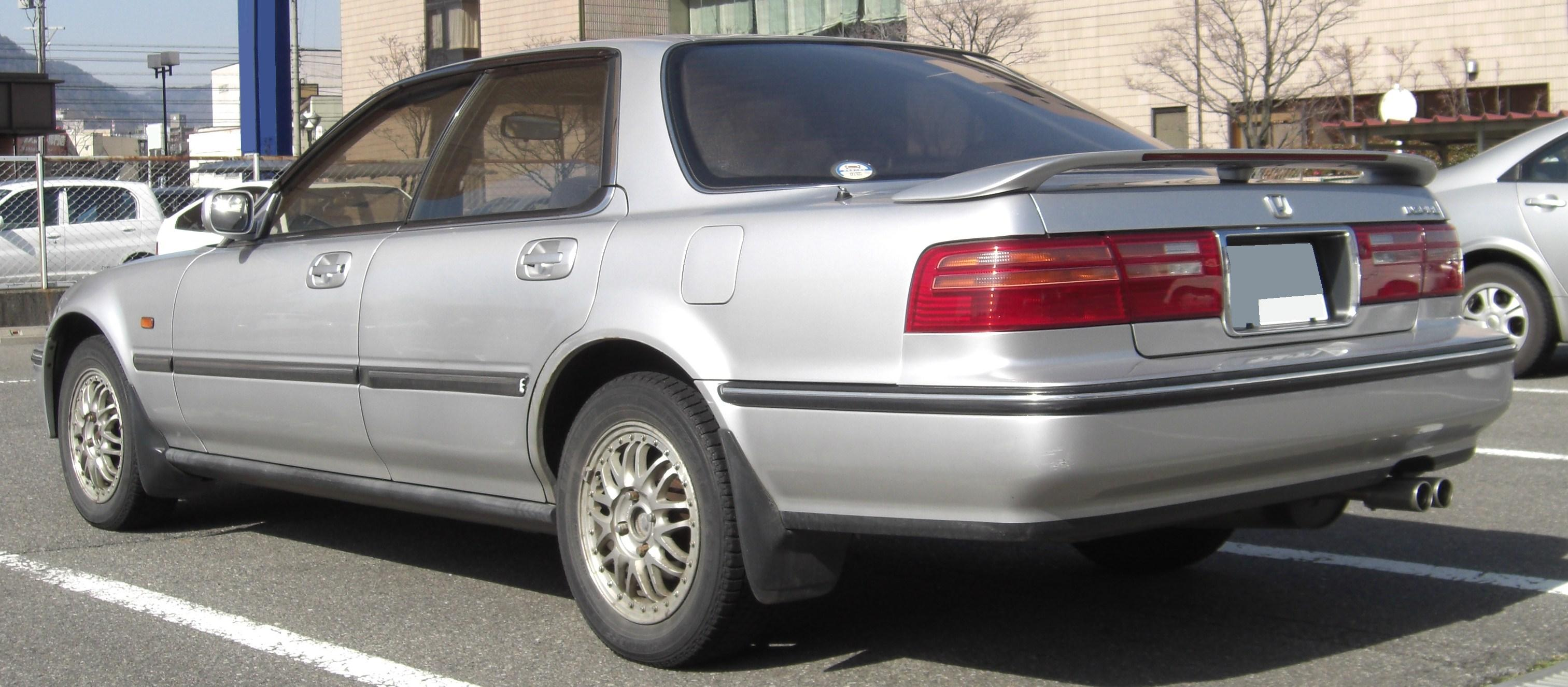
1989 Inspire

Ao contrário das gerações anteriores do Honda Vigor, que eram simplesmente versões de luxo do Accord, o modelo 'CB5' de terceira geração foi desmembrado como modelo por si só e foi baseado em uma plataforma diferente que apresentava um layout de motor longitudinal comparado ao modelo anterior. configuração transversal do Accord. Um modelo de irmã para o Vigor, o Honda Inspire, também foi revelado em 1989 e, barra uma grade dianteira diferente, luzes dianteiras e traseiras e pára-choques, ostentou carroçaria idêntica. O Vigor estava disponível nos EUA e no Canadá sob a marca Acura.

## Quinta geração (1994–1997)
Pela primeira vez na história do modelo, a Honda desenvolveu duas versões distintas do Accord quando o modelo da 5ª geração foi lançado em 1993; uma versão para o mercado europeu e outra para o mercado norte-americano e japonês. A Honda e o Rover Group criaram o European Accord e o Rover 600, um reflexo do sucesso passado com a Honda Legend e o Rover 800. Esta geração Accord também foi vendida no Japão como a Isuzu Aska, enquanto alguns produtos da Isuzu foram vendidos como produtos da Honda também.
Na sua introdução em 1993, ganhou o prêmio Car of the Year Japan pela segunda vez.

### América do Norte, Japão e Filipinas
A 5ª geração do Accord norte americano foi lançada em 9 de setembro de 1993 e foi baseada num novo chassi 'CD'. Maior do que seu antecessor, principalmente para atender melhor às exigências do mercado norte-americano, o novo modelo cresceu em largura mas encolheu em comprimento, deixando-o classificado como um carro de tamanho médio na América do Norte. Tornou-se assim muito largo para caber dentro da faixa de imposto favorável no Japão, onde o seu papel era ser parcialmente assumido pela Honda Ascot de segunda geração, ligeiramente mais estreita (vendida nas concessionárias japonesas Honda Primo) e Honda Rafaga (vendida na Honda Verno) . As gerações anteriores do Accordo vendido no Japão foram limitadas a uma dimensão de largura de 1.695 mm (67 in), enquanto os modelos internacionais foram ligeiramente mais amplos. No entanto, esta geração deixou de ser cumprir o acordo. Os motores oferecidos com o Accord também excederam o limite máximo de 2 000cc para permanecer na faixa favorável de imposto de "compactos". A instalação de um motor de 2,0 litros em modelos japoneses fez com que os compradores fossem responsáveis por mais impostos anuais sobre o motor menor de 1,8 litros, o que afetou as vendas.
O desenvolvimento começou em setembro de 1989, juntamente com o processo de projeto em junho de 1990. O desenho final foi selecionado em 18 de dezembro de 1990 e congelado em meados de 1991. As inconsistências do projeto no início de 1992 causaram várias alterações até abril de 1992, quando ocorreu um congelamento secundário no projeto, antes da produção programada para 1993. As patentes de design foram posteriormente arquivadas nos Estados Unidos em 16 de dezembro de 1992 para o "CD". A produção mais tarde começou na assembleia de Marysville em 24 de agosto de 1993.
A Honda do Japão comercializou quatro motores de tamanhos diferentes no Sedan Japan-Spec Accord: 1,8, 2,0, 2,2 VTEC e 2,2 DOHC VTEC. Os modelos Accord de especificação japonesa foram comercializados da seguinte forma: EF, EX, 2,0EX, 2,0EXL, 2,2VTE, 2,2VTL, 2,2VTS e SiR. Todas as versões do Accord foram vendidas em locais da Honda Clio no Japão.

A quinta geração do Accord se tornou o primeiro acordo a ser construído e vendido nas Filipinas. [4]
Os modelos DX, LX e EX permaneceram como linhas de acabamento americanas, enquanto o Canadá manteve o LX, EX e EX-R. A transmissão manual de 5 marchas permaneceu praticamente inalterada, enquanto a transmissão automática de 4 marchas registrou mudanças difíceis, agora incluídas no programa de mudanças "Grade-Logic" da Honda, que evitaria a "caça às engrenagens" segurando a marcha enquanto dirigia inclinação inclinada. Todos os modelos Accord receberam um interior mais ergonômico com recursos de segurança padrão, como airbags duplos e barras de impacto lateral reforçadas. Exclusivo para o EX foi a versão F22B1 SOHC VTEC da geração anterior de 2,2 cilindros de 4 cilindros (fazendo Predefinição: Convert / hp acima de Predefinição: Convert / hp na geração anterior EX), freios anti-lock (agora uma opção para o LX), freios a disco de 4 rodas, rodas de liga leve de 15 polegadas e uma barra estabilizadora traseira. O couro era uma opção na guarnição EX com os modelos equipados com couro sendo agora referidos como EX-L. Os modelos DX e LX foram equipados da mesma forma que a geração anterior e foram equipados com uma versão revisada do motor de 4 cilindros não-VTEC de 2,2 litros da geração anterior. Este motor F22B2 foi avaliado em Predefinição: Convert / hp up de Predefinição: Converter / hp da geração anterior. O Accord foi novamente chamado Carro de Importação de Motor de Tendência do Ano para 1994. O Accord cupê como na geração prévia se pareceu quase exatamente como o sedan, e era a última geração do Accord para oferecer uma variante de vagão na América do Norte até a introdução de o Accord Crosstour em 2009.

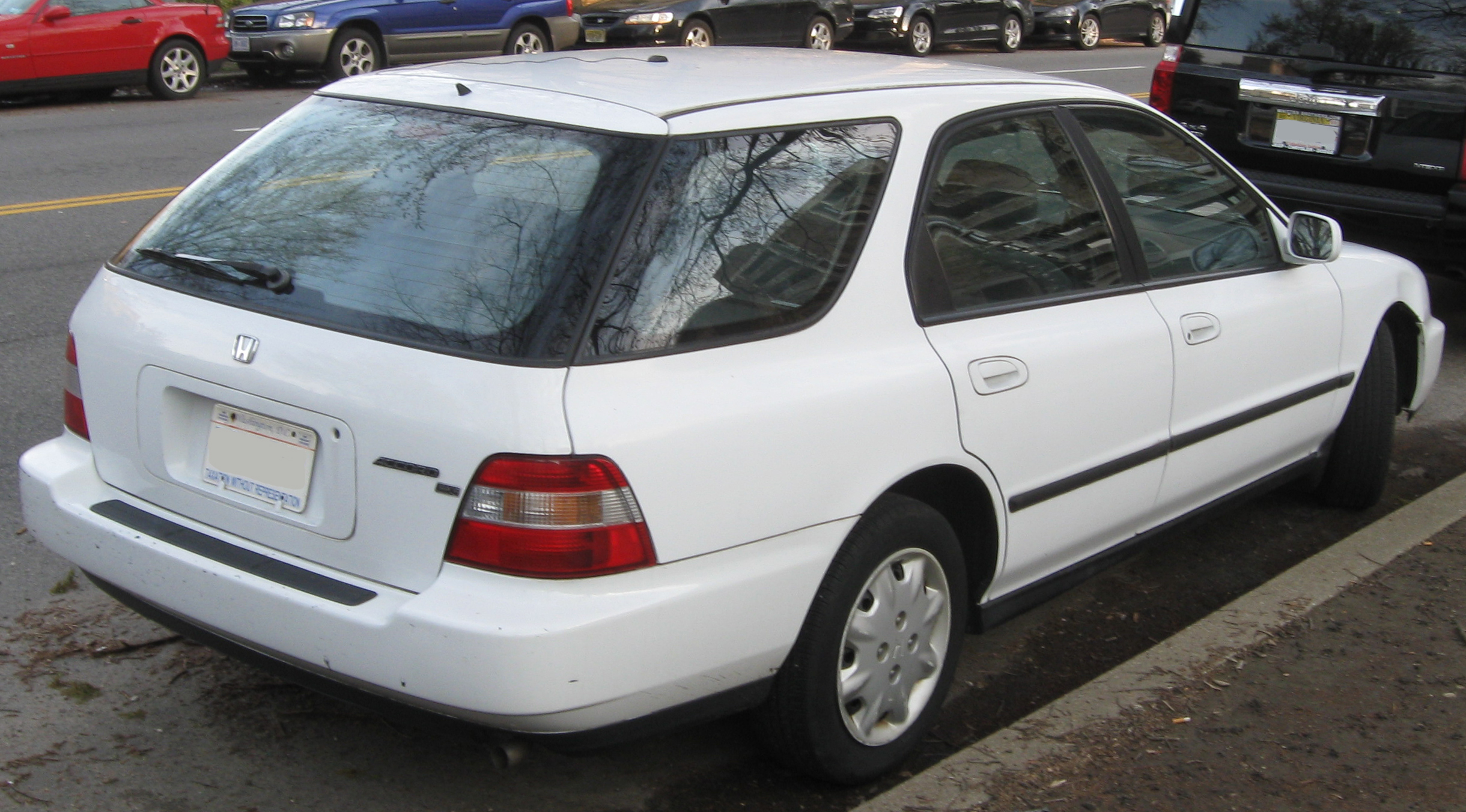
Accord Wagon LX (U.S.)

Em 1994, o Accord 1995 estreou um motor V6, o 2,7L C27 emprestado da primeira geração Acura Legend, no mercado dos EUA. O V6 foi oferecido nas versões LX e EX do sedan, sendo os modelos LX referidos como modelos LX-V6 e EX como EX-V6. Os modelos EX-V6 foram equipados da mesma forma que o EX-L, com assentos de couro sendo a única opção na EX-V6. A adição do motor C27 mais alto exigiu alterações substanciais na plataforma de CD, com os modelos V6 exibindo um layout de motor redesenhado, pára-lamas dianteiros mais altos e um capô diferente dos modelos I4; no entanto, essas diferenças são difíceis de detectar sem que ambos os modelos estacionem lado a lado. Ambas as versões do V6 receberam uma descarga de saída dupla, uma transmissão automática de 4 velocidades, rodas de liga de alumínio usinadas de 15 polegadas na EX-V6 e rodas de aço de 15 polegadas com capas completas no LX-V6 e um pouco atualizado grade dianteira (que seria usada mais tarde em todos os 96-97 Accords). O Accord viu muito poucas outras alterações para 1995, com exceção de algumas combinações de cores externas e internas.
Em 1995, o Accord sofreu o facelift usual de meados de geração para 1996. Pára-choques mais arredondados, uma frente ligeiramente modificada (que era originalmente exclusiva nos modelos V6 em 1995) com novas luzes de sinalização e faróis traseiros deram ao Accord um visual mais suave. Todas as Honda agora cumpriam a exigência do governo federal de diagnósticos do motor OBD II, embora todas as três opções de motores permanecessem as mesmas. A fim de aumentar a competitividade do Accord contra seus rivais em diferentes mercados internacionais, o CEO da Honda Nobuhiko Kawamoto decidiu em uma plataforma básica para o Accord de sexta geração, mas com corpos e proporções diferentes para os mercados locais. Nos EUA, a linha de modelos de 1996 incluiu a 25ª Edição de Aniversário, um modelo posicionado entre o DX e o LX. O pacote de acabamento Special Edition foi introduzido.
Para o ano modelo de 1997, a Honda lançou a versão "Special Edition" do Accord (não confundir com o SE). Foi oferecido em três cores: Heather Mist Metallic, San Marino Vermelho e Dark Currant Pearl. A edição especial recebeu um sistema de segurança instalado na fábrica com entrada sem chave, CD player de disco único, moldagem lateral colorida na cor da carroçaria, rodas de liga leve e teto solar. Foi oferecido apenas em uma transmissão automática e foi equipado com o mesmo motor que o LX. Aclamado por seu manuseio, o Accord de 1996 é conhecido como um dos melhores modelos de sedãs japoneses de porte médio de todos os tempos, publicando impressionantes figuras laterais de até 89 g.[Carece de fontes]
Na Nova Zelândia, a 5ª geração do Accord foi montada na fábrica da Honda em Nelson e foi lançada em março de 1994. Estava disponível nos níveis de acabamento LXi, EXi e EXi-S. Um facelift foi lançado em dezembro de 1995, que coincidiu com o lançamento de motores VTEC nos modelos de especificação superior. Os níveis de corte foram LXi, VTi e VTi-S. Esses foram os primeiros Accords do mercado da NZ a ter airbags - dois no VTi-S, um no VTi.
Os modelos de cupê e vagão construídos nos Estados Unidos desta geração foram enviados para a Europa com movimentação para a direita e para a esquerda, mas não havia a opção V6.
Esta geração de Accord é um dos carros mais frequentemente roubados nos EUA. O Acura Integra e o Honda Civic também são alvos populares para roubo de carros.

#### Honda Accord SiR (1994–1997)
A Honda do Japão produziu três modelos de alto desempenho do Accord para o mercado interno japonês, conhecido como o SiR, que estava disponível para venda nas concessionárias Honda Clio no Japão. A abordagem do carro esportivo para o Accord SiR teve como objetivo alinhar o Accord com o sedan esportivo Honda Verno que substituiu o Vigor, chamado de Honda Saber, um companheiro de plataforma compartilhado com a Honda Inspire. O papel de sedan compacto que o Accord preencheu foi agora relegado à Honda Rafaga e à Ascot. Os modelos Accord SiR foram equipados com o motor H22A DOHC VTEC da especificação do Japão, em vez do motor F22B1 SOHC VTEC encontrado no EX. As especificações do motor H22A DOHC VTEC do Japão foram de 190 cv (142 kW; 193 cv) a 6800 rpm; torque máximo de 152 lb⋅ft (206 N⋅m) a 5 500 rpm com uma taxa de compressão de 10,6: 1. O motor H22A DOHC VTEC da especificação do Japão era semelhante ao motor H22A1 encontrado no mercado da América do Norte usado no Prelude DOHC VTEC da mesma época.
O sedan SiR construído no Japão (94-97) estava disponível com uma transmissão manual de 5 velocidades como equipamento padrão ou uma transmissão automática de quatro velocidades opcional "Grade-Logic". O Honda de América-construído (HAM) Accord SiR cupê e então o 1997 SiR vagão teve o "Grade-Lógica" quatro-velocidade transmissão automática como equipamento standard (5-velocidade transmissão manual não estava disponível para estes dois modelos). Ele veio com assentos esportivos de pano estilo semelhante ao Prelude ou assentos de couro opcionais, ambos exclusivos para o SiR. O SiR também tinha algumas opções de energia encontradas no Accord EX. O cupê Accord SiR (94-97) e o Accord SiR Wagon (1997) estavam disponíveis exclusivamente para o mercado japonês. Os códigos de chassi SiR para o sedã eram o CD6, o cupê-CD8 e o vagão 1997-CF2 (a produção começou em setembro de 1996 para os vagões 1997 SiR que duraram quase um ano). O Accord SiR Coupe e o Accord SiR Wagon (1997), que foram construídos exclusivamente nos EUA na fábrica da Honda em Marysville, Ohio (HAM), mas comercializados para o Japão, só foram exportados para este modelo em particular na América do Norte.
O Accord SiR Coupe e, em seguida, o Accord SiR wagon foram construídos com os powertrains H22A DOHC VTEC da especificação japonesa, que foram enviados do Japão e instalados nos modelos Accord SiR construídos pela HAM. O chassi "CD" Accord 1994-1997 foi projetado para o powertrain H22A DOHC VTEC a ser instalado; porque o firewall foi curvado na parte superior para permitir mais espaço para a inclinação para trás do motor H22A DOHC VTEC próximo ao meio do firewall. O motor H22A DOHC VTEC era o mais potente motor de quatro cilindros em linha que a Honda construiu para o Prelude e o Accord antes do sedã V6 de especificação americana de 1995. A suspensão Accord SiR foi melhorada com barra de balanço dianteira mais rígida (27.2mmXt4.0 mm), barra de balanço traseira mais rígida (16 mm), molas helicoidais frontais mais rígidas e molas helicoidais traseiras mais rígidas.
Os recursos para os modelos 94-95 Accord SiR (sedans e coupes) incluíam os seguintes itens: controle de cruzeiro, controle climático automático (semelhante ao Acura CL de primeira geração), sistema estéreo Bose, tacômetro de 7 400 redline, controle de tração eletrônico opcional e limitação opcional antiderrapante para transmissão automática, SRS e airbags opcionais, luzes de condução instaladas na fábrica, unidade de cabeça de rádio de navegação "pop up" instalada de fábrica opcional, revestimento de isolamento acústico sob capot dianteiro, faróis pretos, sem moldagem lateral disponível no sedan Accord SiR , protetor solar traseiro opcional, teto solar opcional e espelhos externos retráteis de potência. Os recursos para os modelos 96–97 Accord SiR (sedans, cupês e vagões) incluíam o mesmo que acima ao adicionar; controle de cruzeiro opcional, limpador de vidro traseiro no sedan, interior de couro opcional e uma lateral lateral colorida para o sedan também.

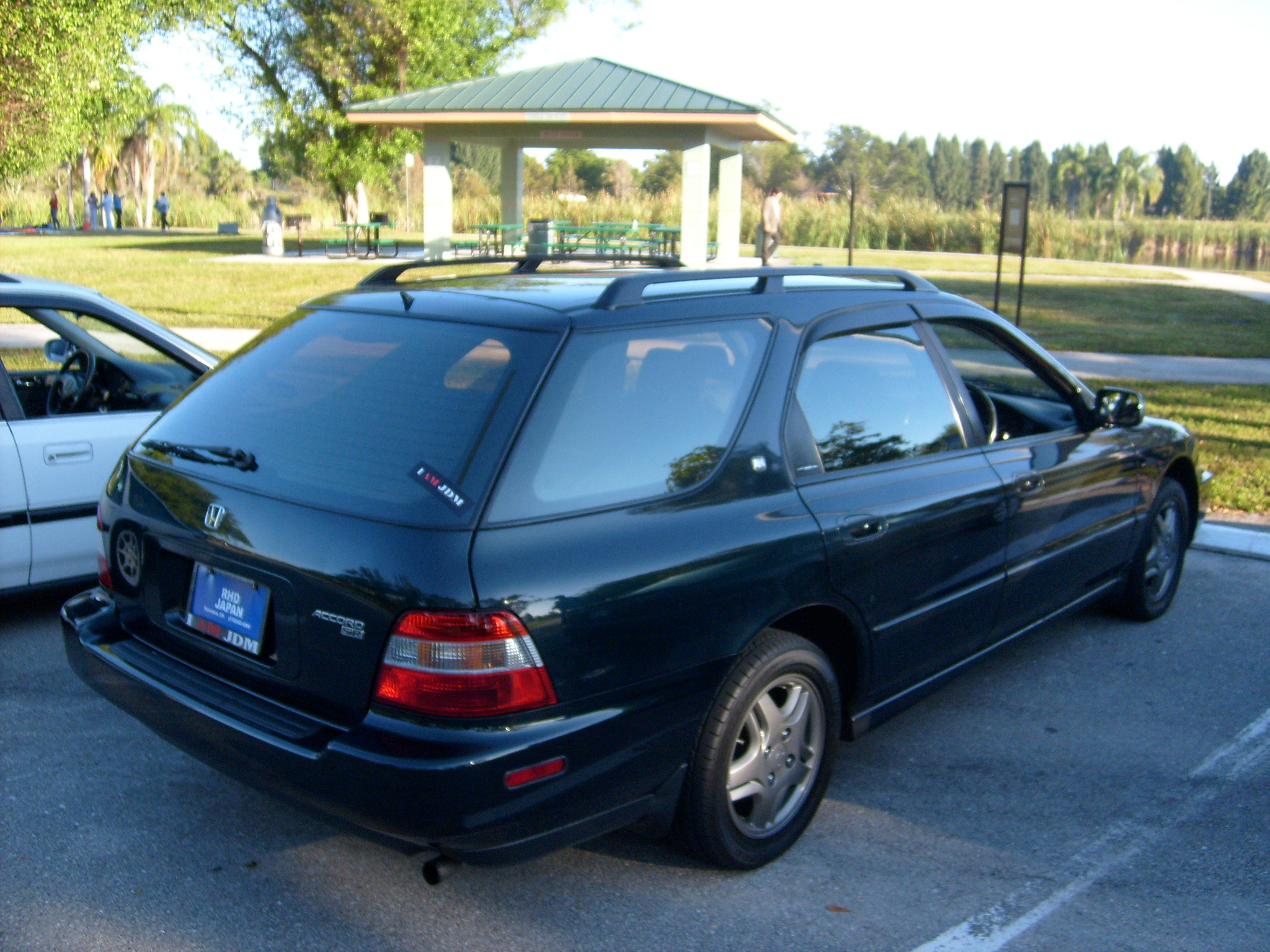
1996 Accord SiR Wagon (Japão, importado dos EUA)

### Modelo Europeu

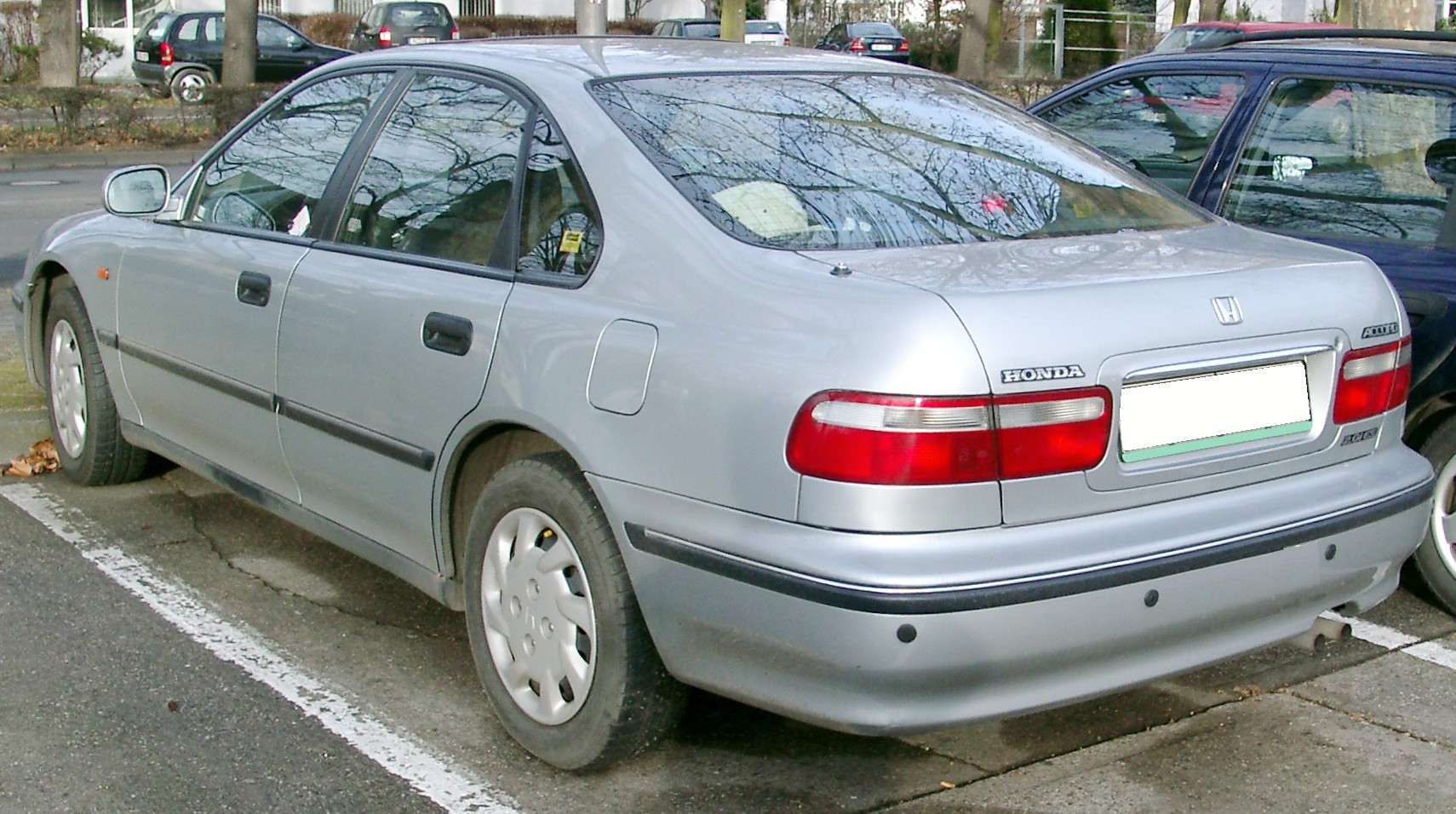
Accord modelo Europeu 1997.

A quinta geração do Accord para o mercado europeu foi inaugurada em 1993 e não estava diretamente relacionada ao Accord norte-americano "CD". Na verdade, era a Honda Ascot Innova, do mercado japonês, que se baseava na quarta geração anterior, o 'CB' Accord. Foi o resultado de um esforço conjunto com o Rover Group, que forneceu a série 600 à Rover. O exterior foi projetado por Shigeo Ueno em 1989.
Em 1996, o European Accord recebeu um facelift menor e recebeu uma nova dianteira (novos faróis, pára-choques, capô e grade) e lanternas traseiras levemente diferentes (veja imagens). O estilo do Accord foi mantido idêntico ao estilo do Ascot Innova (embora as portas sem moldura foram substituídas por itens convencionais) e apresentou a linguagem de design introduzida pela primeira vez na 5ª geração do Honda Civic. O estilo do European Accord diferia dramaticamente do norte-americano, que apresentava um estilo de saloon mais convencional em comparação com o look inspirado em fastback e modelo europeu, que também incorporava janelas traseiras. O Accord facelifted também foi equipado com dois airbags como padrão.
No entanto, o European Accord não gerou uma versão para o estado nem para o coupé, ao passo que a Honda optou por importar as versões coupé e estate (Aerodeck) do North American Accord.
O modelo diesel do Accord foi equipado com o motor a diesel Rover L-Series de injeção direta, como também instalado no Rover 600.

#### Rover 600

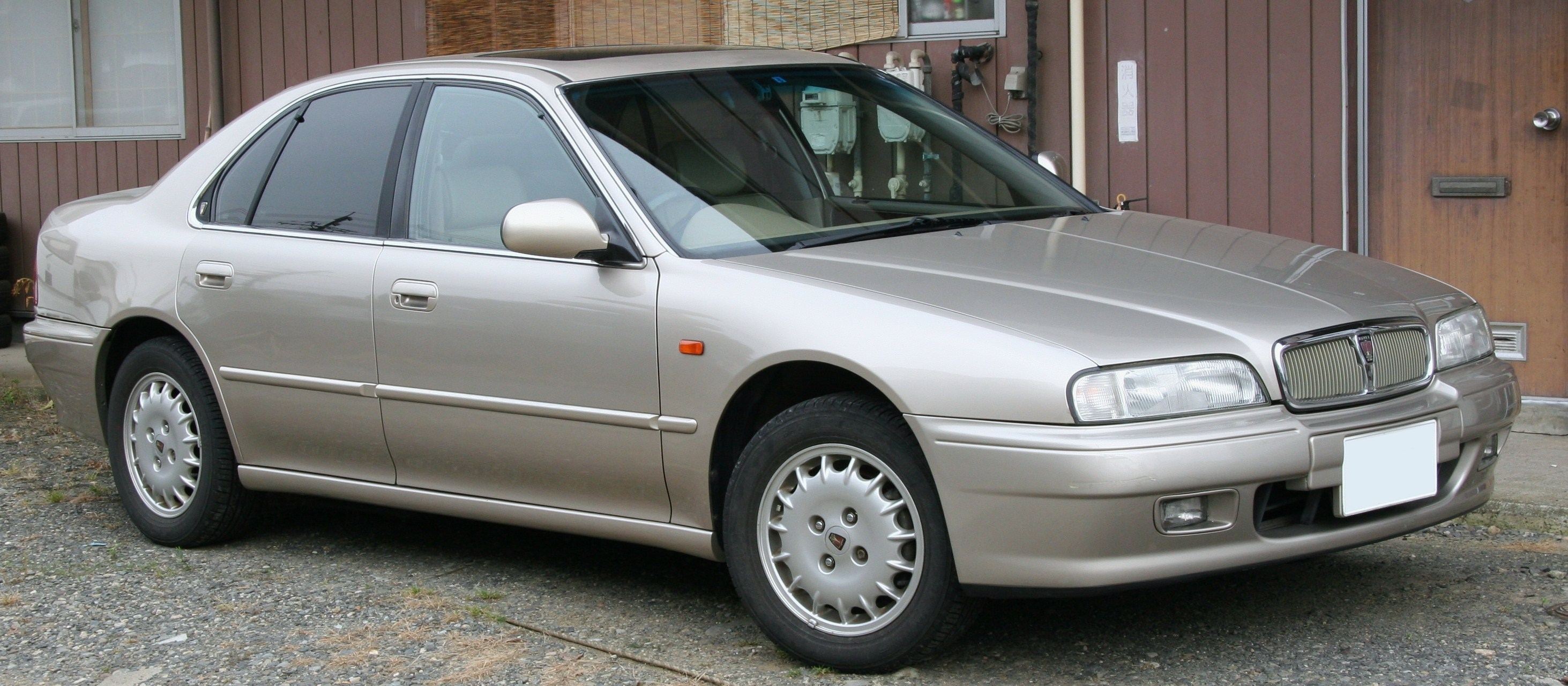
Rover 600

Como parte da parceria com o Rover Group, o European Accord gerou o substituto da Rover para o Austin Montego em 1993. Chamado de 600, o carro compartilhou sua plataforma com o European Accord e, com exceção das portas dianteiras, portas traseiras mais baixas e windscreen, ostentava um estilo único que dispensava as janelas dos quartos traseiros. O design interior do 600 era muito semelhante ao Accord, no entanto, enquanto o design do painel era idêntico.

#### No Brasil
No Brasil, foram lançadas apenas as versões LX e EX, a partir de 1994, mediante importação oficial da Honda do Brasil (que, na época, dispunha de apenas 13 concessionárias no país) a partir do modelo fabricado nos Estados Unidos. O modelo LX (94-95), por exemplo, era oferecido apenas nas cores Cinza e Verde Jade, e os preços partiam de 44 600 dólares americanos. O modelo brasileiro se diferenciava do vendido nos EUA pelo conjunto de molas e amortecedores adaptados às condições precárias do piso no Brasil.

## Sexta geração (1998 – 2002)

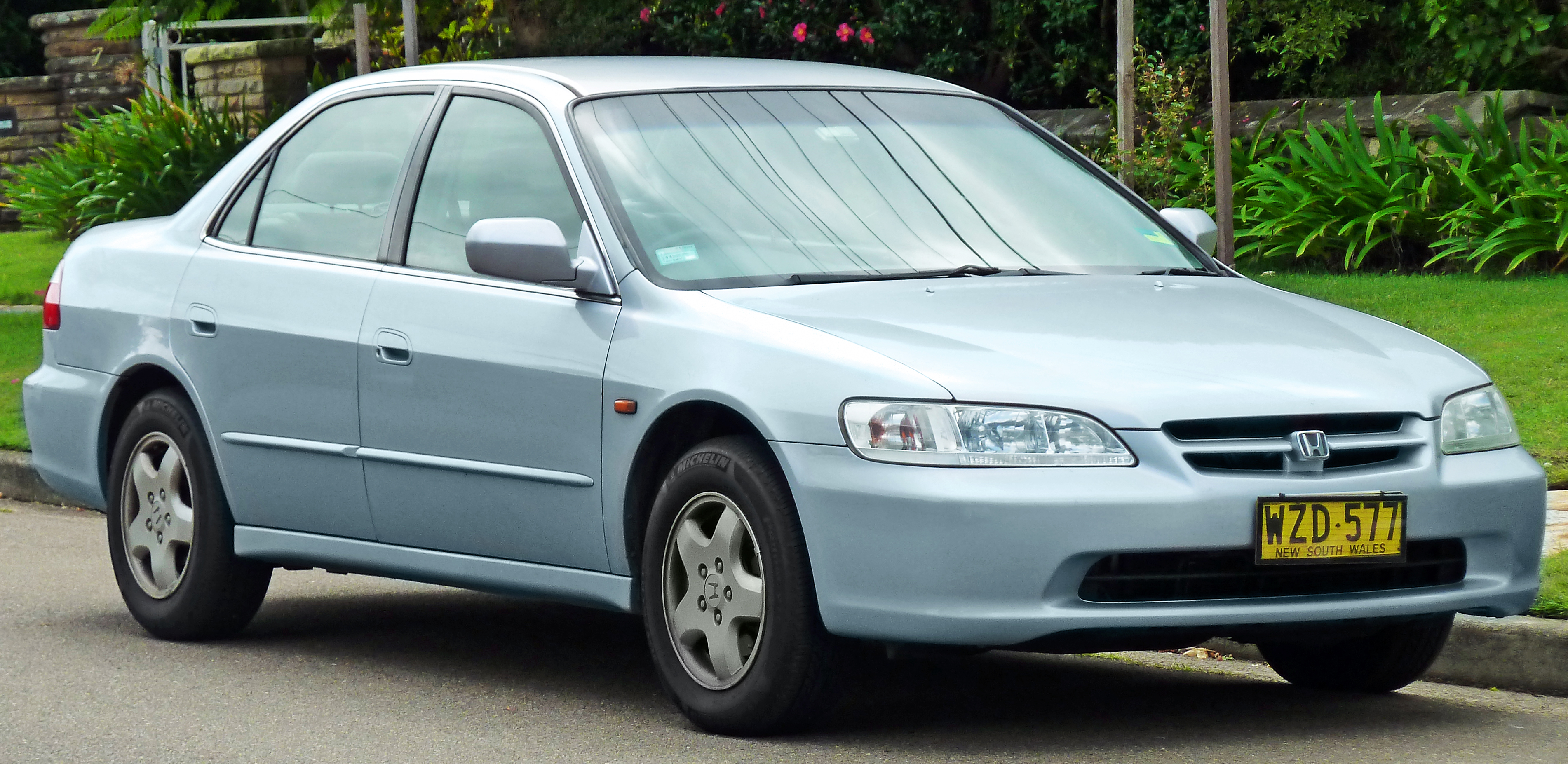
Honda Accord (Austrália)

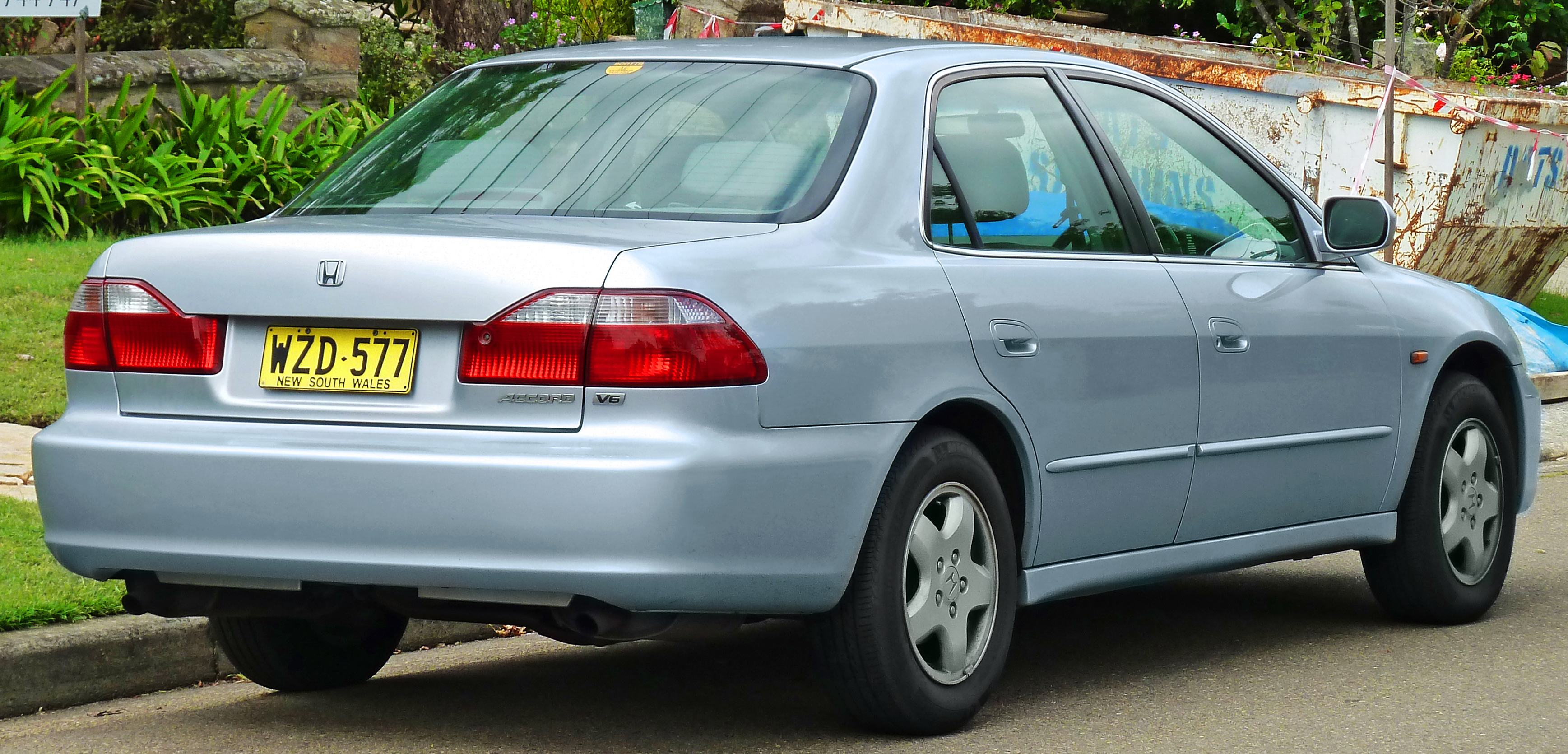
Honda Accord (Austrália)

Para a sexta geração, a Honda dividiu o Accord em três modelos separados, projetados para os mercados japonês, norte-americano e europeu. No entanto, o modelo wagon (perua) foi descontinuado na América do Norte, enquanto o cupê foi descontinuado no Japão. Esta geração também gerou duas versões de desempenho distintamente marcadas para os mercados doméstico europeu e japonês, apelidadas de Type-R e Euro-R, respectivamente.

Sobre a origem desses modelos, há rumores de que, com o advento da sexta geração do Accord, "a Honda Inglaterra foi liberada para construir um carro que competiria com o Impreza, da Subaru, e com o Evo da Mitsubishi. Eles criaram um Accord equivalente. O Type-R, uma versão de pista leve (1200 kg) sem isolamento de som e poucos luxos (listados abaixo). A Honda Japão fez o mesmo em 2000, "pegou o Accord Type R e desenvolveu o Accord Euro-R (daí o 'Euro' do nome)" que tem uma frente dupla e sistema de suspensão traseira de 5 elos, suspensão e chassis mais rígidos, diferencial de deslizamento limitado Helicoidal, freios de pistão duplo, sistema de exaustão de duplo silenciador, rodas de liga leve de 16 polegadas, uma cobertura de motor "red-top" exclusiva, medidores Euro-R brancos, uma barra de torres de suspensão e uma exclusiva Alavanca de mudança em alumínio Euro-R, faróis de descarga de alta intensidade (HID), faróis de neblina, espelhos retrovisores elétricos, retrovisores elétricos, entrada sem chave (keyless), ar condicionado, air bags SRS para motorista e passageiro e ABS. Bancos Recaro e um Volante Momo em couro. Como opção, havia uma asa de spoiler traseiro alta e funcional que a maioria dos clientes optou em adquirir. O Accord Type-R apresentava 209 cv (212ps, 155,9Kw) a 7 200 rpm e 222Nm em 6 700, enquanto a variante Euro-R apresentava um motor H22A melhorado com 217 cv (220ps, 161,8kw ) @ 7200 rpm e 164 lb-ft (220-Nm) @ 5 500rpm. Para além de um motor H22A melhorado, os medidores com emblemas Euro-R e o exclusivo botão de mudança de alumínio Euro-R, o JDM Accord/Torneo Euro-R e o Accord Type-R são muito semelhantes. O Accord/Torneo Euro-R foi posteriormente sucedido pela sétima geração Accord Euro-R, veja o artigo abaixo para detalhes.

## Sétima geração (2003 – 2007)
A sétima geração do accord no Brasil, possuía duas versões, a LX de 4 cilindros e a EX V6.
A sétima geração foi lançada oficialmente em 2002 (modelo ano 2003 na América do Norte), e consiste em dois modelos separados; uma para os mercados japonês e europeu, e outra para a América do Norte. No entanto, ambos foram de fato vendidos em muitos outros mercados, alimentados pelo popular anúncio da Cog para o Accord. Euro R guarnição continuou a esta geração como modelo de desempenho para o mercado japonês, fazendo uso do motor K20 produzindo 220 cv, no entanto, modelo de desempenho europeu foi renomeado tipo S e usado maior motor K24 sintonizado para produzir 190 cv.

### Japão e Europa

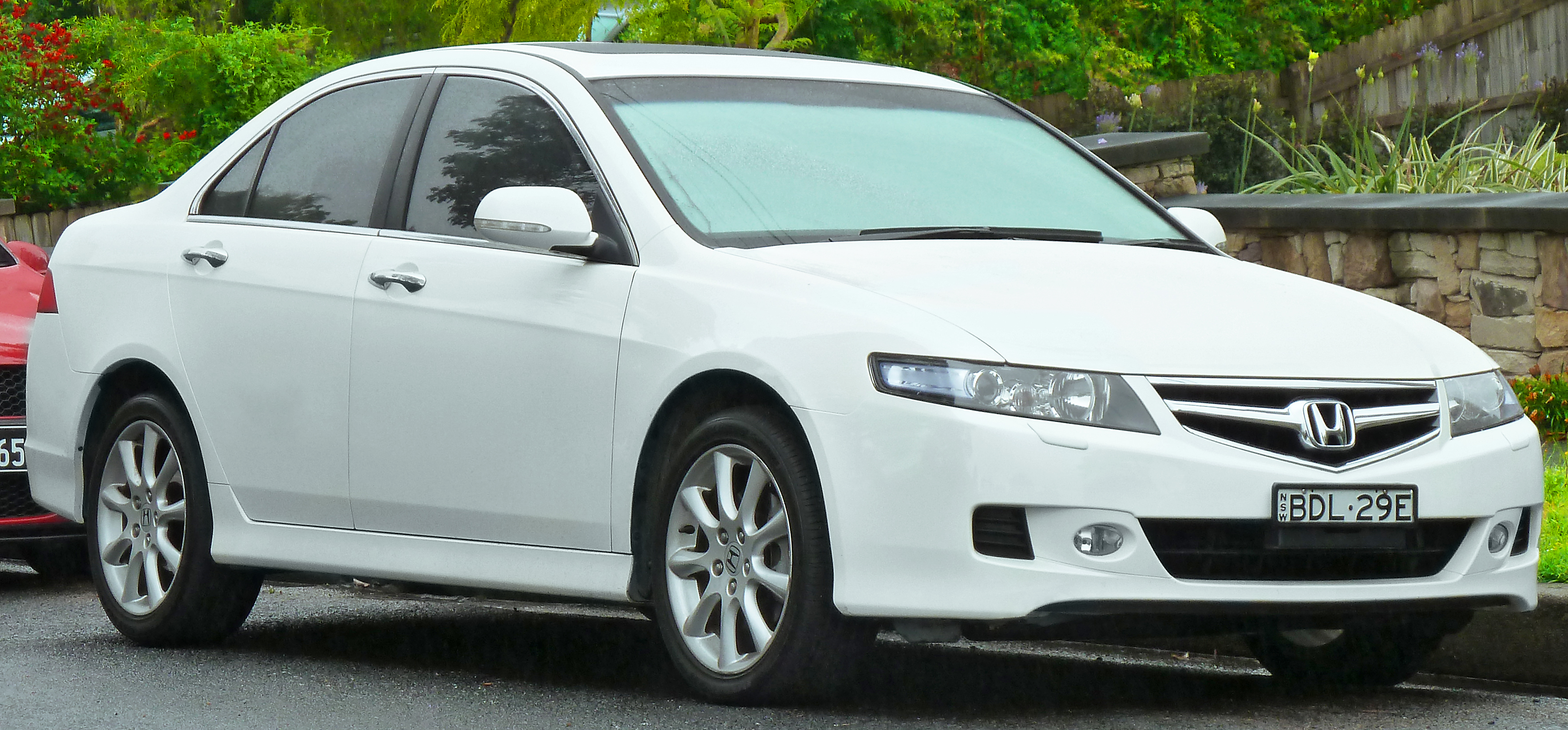
Seventh generation (Japão e Europa)

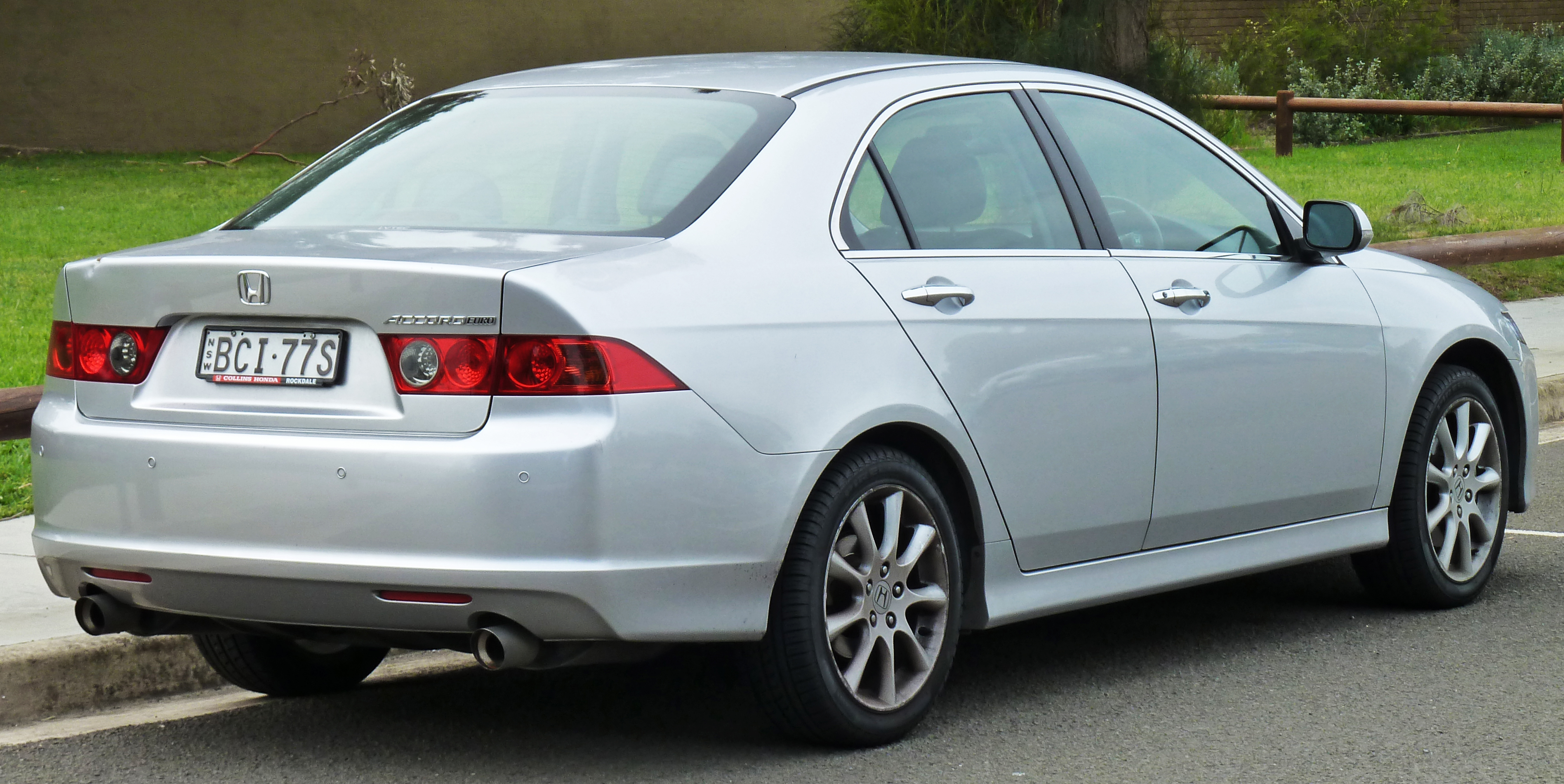
Sétima Geração (Japão e Europa)

Os Accords europeus e japoneses foram integrados no chassi anterior do Accord, mas com um novo corpo. Já não feitos em Swindon, esses Accords foram feitos no Japão e vieram em forma de sedan e imobiliário.
Em sua introdução em 2003, ganhou o Prêmio Car of the Year do Japão por uma terceira vez recorde. Na Europa, o carro apresentava um 2.0 i-VTEC com 152BHP, um 2.4 i-VTEC com 187BHP e um "excepcional" 2.2 i-CDTi turbo a diesel com inicialmente 138BHP e 340Nm de binário, ao mesmo tempo que fazia 51MPG na UE Ciclo combinado.
Este modelo foi vendido em alguns mercados como Fiji, Austrália e Nova Zelândia como o "Accord Euro" e na América do Norte como o Acura TSX, com uma distinção significativa sendo que o TSX apresentou o interior da Honda Inspire contemporânea.

#### Accord Euro R (CL7, 2002 – 2007)
O Honda Accord Euro R (CL7) foi lançado em outubro de 2002, sucedendo o Euro R (CL1) anterior. Uma variante mais leve e mais esportiva do carro japonês, o Accord Euro R era movido pelo motor i20-V2 DOHC K20A, produzindo 220 cv (217 cv, 162 kW a 8 000 rpm) e 21,0 kg-m (206 Nm a 7 000). rpm) de torque através da única opção de uma transmissão manual leve de 6 velocidades. O mesmo mecanismo pode ser encontrado no JDM Integra Type R (DC5). O Accord Euro-R estava disponível para o mercado interno japonês e para a Europa. Algumas características que o distinguem são os bancos Recaro, o kit de carroçaria, um volante MOMO, ligas leves de 17 polegadas e um manípulo de alumínio especial encontrado apenas nas variantes Type R da Honda.

### América do Norte e Pacífico Asiático

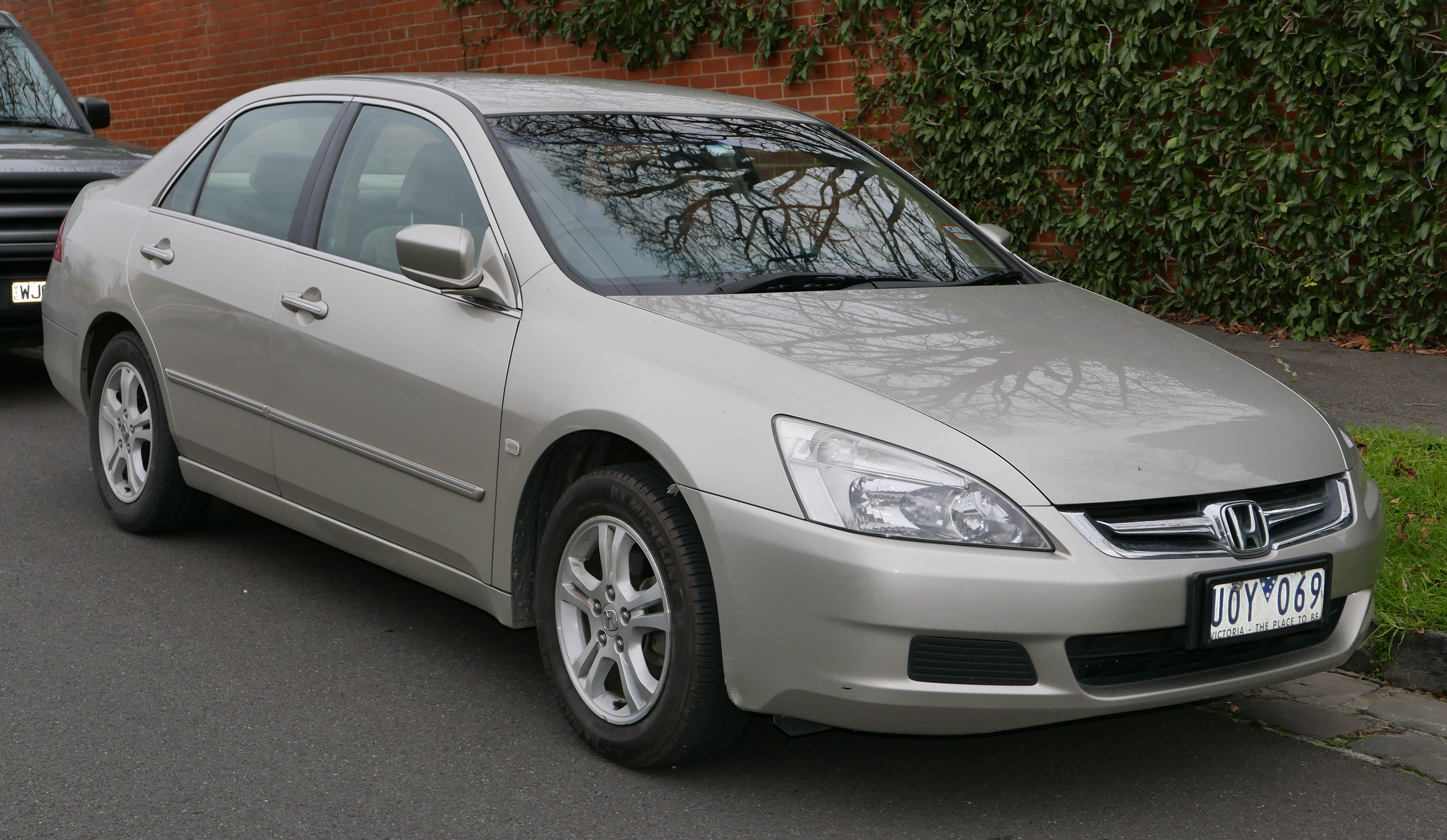
Honda Accord (América do Norte)

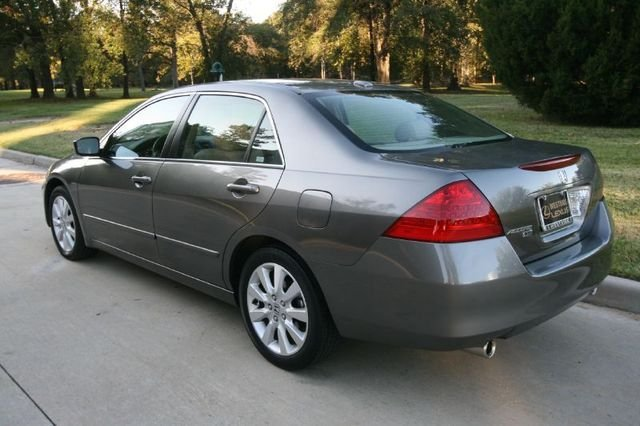
Honda Accord (América do Norte)

O Accord Norte Americano  cresceu em tamanho novamente, tornando-se um carro muito diferente do seu equivalente japonês e europeu. Essa geração estava disponível nas formas coupe e sedan, enquanto um modelo híbrido foi introduzido no início de 2005. Para 2006, foi significativamente atualizado.
Este Accord foi o primeiro a usar rodas com cinco porcas, em vez das quatro tradicionais nos modelos de 4 cilindros. A versão de 4 cilindros veio com 161 cavalos de potência (120 kW) e 160 libras-pés (220 N⋅m) (166 cavalos de potência (124 kW) e 161 libras-pés (218 N⋅m) para modelos de 2005–2007) K24A1 2397 Motor cc de 4 cilindros acoplado a um manual de 5 velocidades ou manual de 5 velocidades. O motor de 4 cilindros também utilizava uma corrente de distribuição em vez de uma correia dentada.
Para 2003, a Honda começou a oferecer um mais agressivo Accord Coupe, equipado com 240 cavalos de potência (180 kW) e 212 libras-pé (287 N⋅m) (244 cavalos de potência (182 kW) e 211 libras-pé (286 N⋅m) ) para modelos 2006-2007) J30A4 2997cc V6 acoplado a uma transmissão manual de 6 velocidades emprestada do Acura TL Type S (sem um diferencial de deslizamento limitado). Este cupê veio com rodas de 17 polegadas (que variavam entre os modelos 03-05 e 06-07), barra de suporte de torre, assento de couro perfurado, peças de traço de fibra de carbono e um sistema estéreo de 180 watts atualizado. Devido à capacidade de manter a ativação do sistema VTEC durante toda a aceleração, o Accord EX V6 de 6 velocidades funcionou de 0 a 60 MPH em apenas 5,9 segundos, de acordo com a Car and Driver, mais de um segundo mais rápido que a versão automática . Para 2006, a Honda ofereceu essa combinação de motor e transmissão no sedã, que durou apenas até 2007.
Este modelo também foi vendido no Japão como o Honda Inspire de 2003 a 2008. Na China, o modelo recebeu o nome Guangzhou-Honda Accord e foi vendido de 2003 até dezembro de 2009.

A agência norte-americana National Highway Traffic Safety Administration (NHTSA) tem classificações de testes de colisão do Accord de diferentes anos do modelo:
| Ano Modelo | Modelo | Tipo      | Frontal - Motorista | Frontal - Passageiro | Lateral - Motorista | Lateral - Passageiro | 4x2 rollover |
| ---------- | ------ | --------- | ------------------- | -------------------- | ------------------- | -------------------- | ------------ |
| 2003       | Accord | 4pt       |                     |                      |                     |                      |              |
| 2004       | Accord | 4pt c/SAB |                     |                      |                     |                      |              |
| 2005       | Accord | 2pt c/SAB |                     |                      |                     |                      |              |
| 2006       | Accord | 4pt c/SAB |                     |                      |                     |                      |              |
| 2007       | Accord | 2pt c/SAB |                     |                      |                     |                      |              |

O Instituto de Seguros para Segurança Rodoviária dos Estados Unidos constatou que os modelos Accord de 2003-2004 tiveram as menores taxas de fatalidade na classe de sedãs de médio porte que não é de luxo.

## Oitava geração (2008 – 2012)

### Accord no Japão e Europa e "espiritualmente" na China

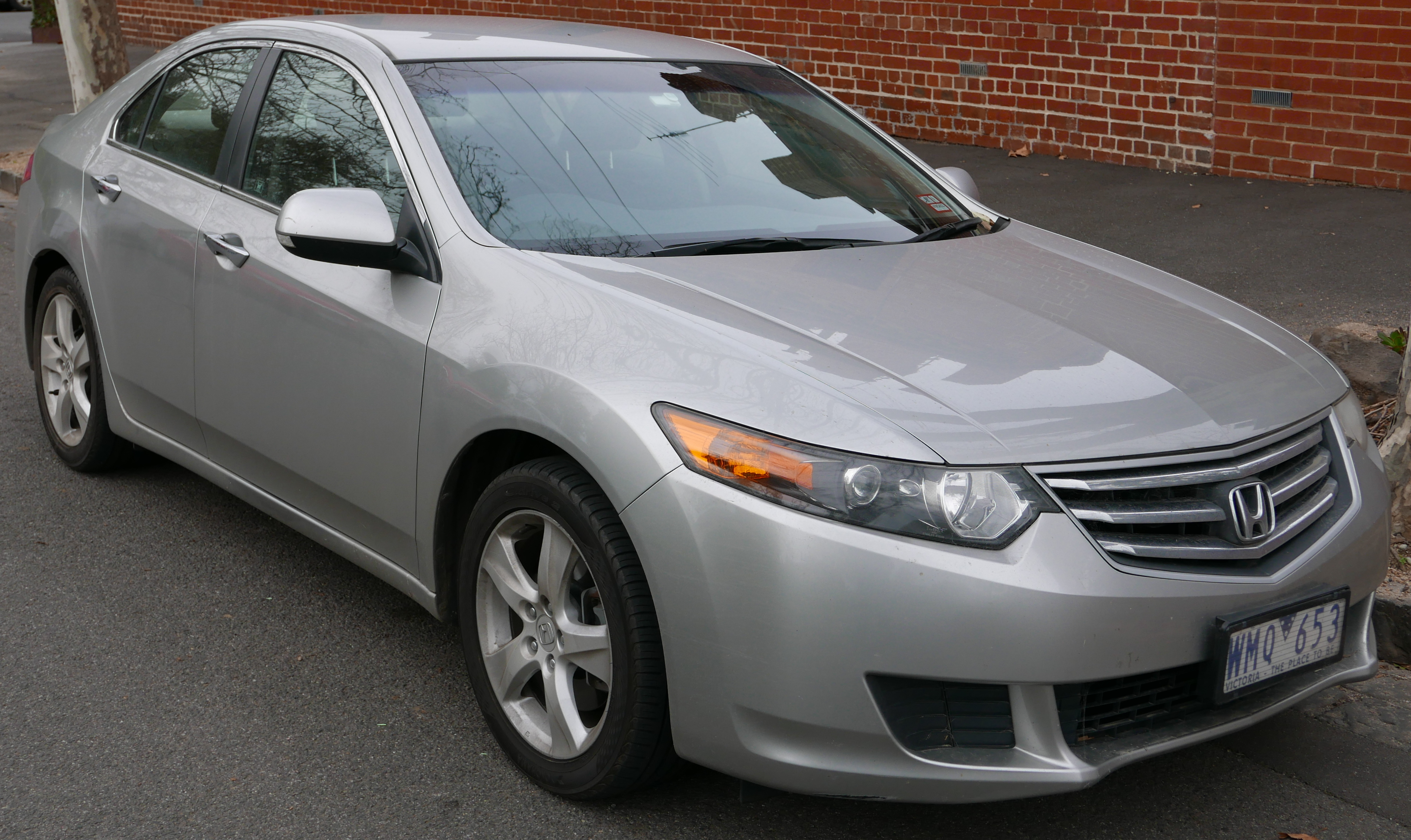
2008 Accord (Japan and Europe)

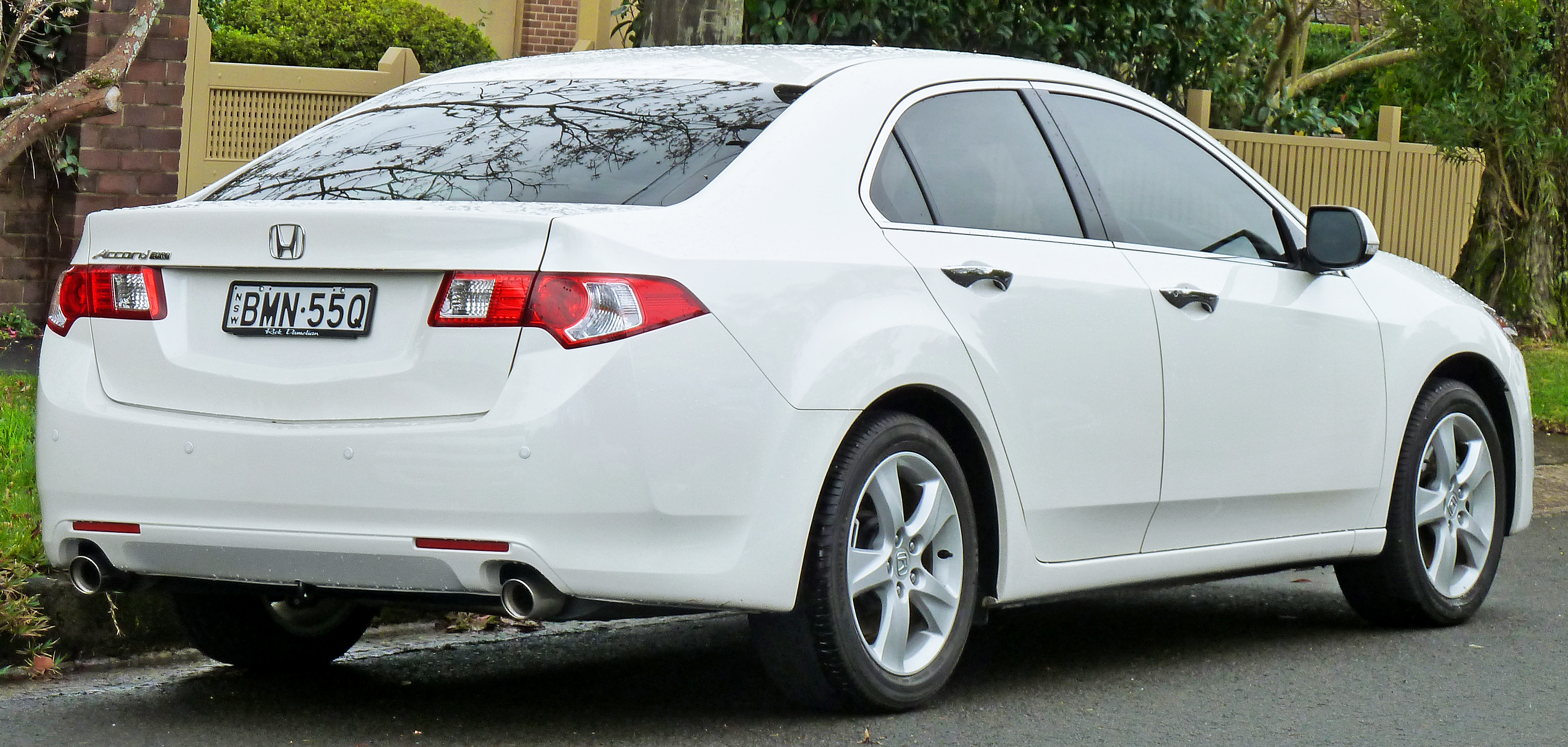
2008 Accord (Japan and Europe)

O Accord atualizado para os mercados japonês e europeu começou a ser vendido em meados de 2008. Também é vendido como o Accord Euro nos mercados da Austrália e Nova Zelândia, e como o Acura TSX na América do Norte. Está disponível como um sedan e uma perua. Na República Popular da China, uma versão do sedan é vendida como o Honda Spirior, que mais tarde desenvolveu uma segunda geração independente. A produção começou em agosto de 2009 na China, pela Dongfeng Honda.
A produção terminou no final de fevereiro de 2015 para modelos de especificações da Austrália e Nova Zelândia. Espera-se que haja estoque suficiente para durar até o final de 2015.
As vendas na Europa foram descontinuadas em 2015.
Na Europa, o carro manteve a gasolina 2.0 e 2.4 i-VTEC (aumentada para 156 e 198BHP respectivamente), enquanto um novo motor diesel 2.2 i-DTEC forneceu 147BHP / 258 ft / lbs nos níveis de acabamento padrão, e 177BHP / 280 ft / lbs em nível de acabamento esportivo Type-S. Isso permitiu que o Accord passasse de 0 a 100 em 8,5 segundos e ainda fizesse 50 MPG no ciclo combinado da UE.

### Accord na América do Norte e China e Inspirado no Japão

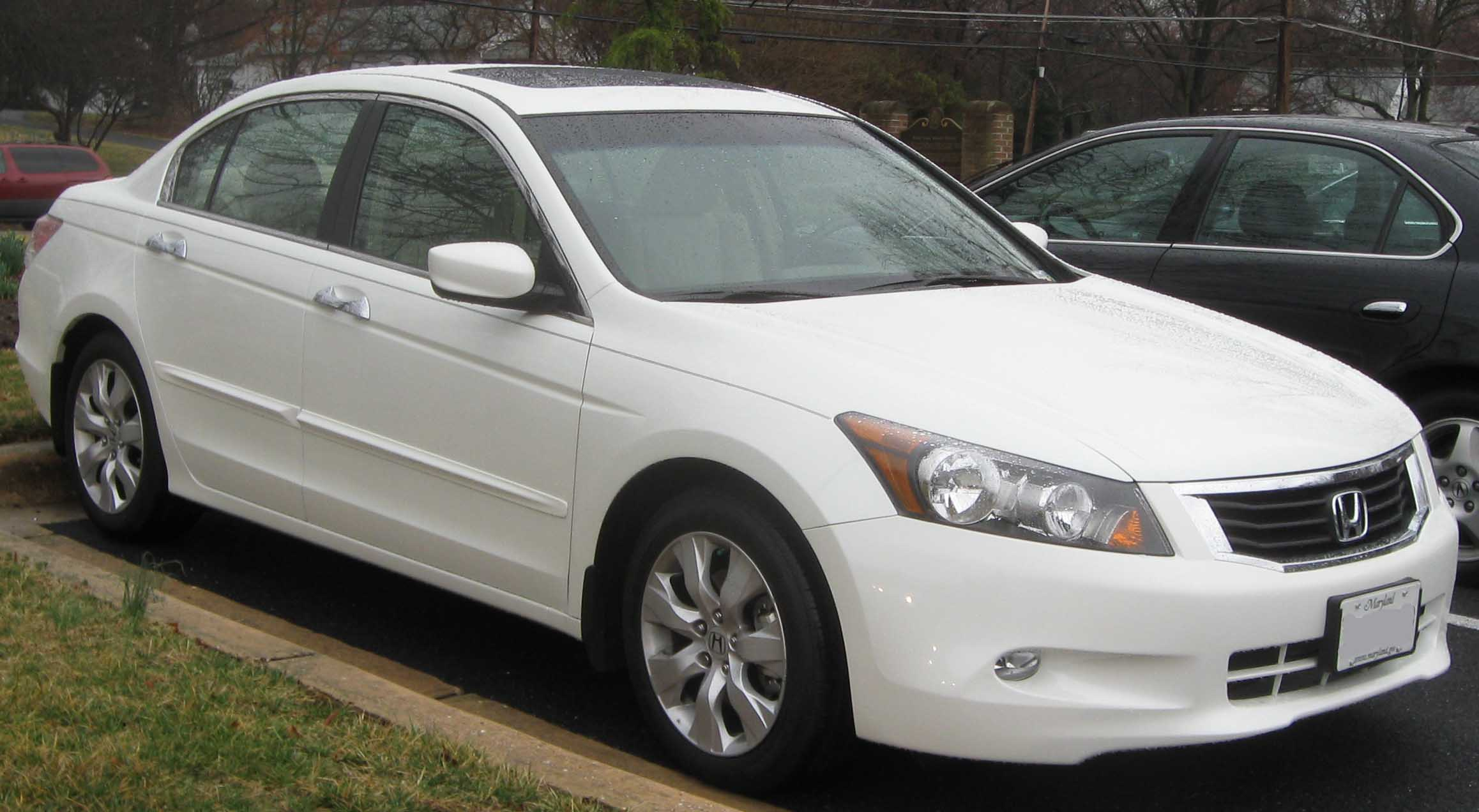
2008–2012 Accord (U.S.and China)

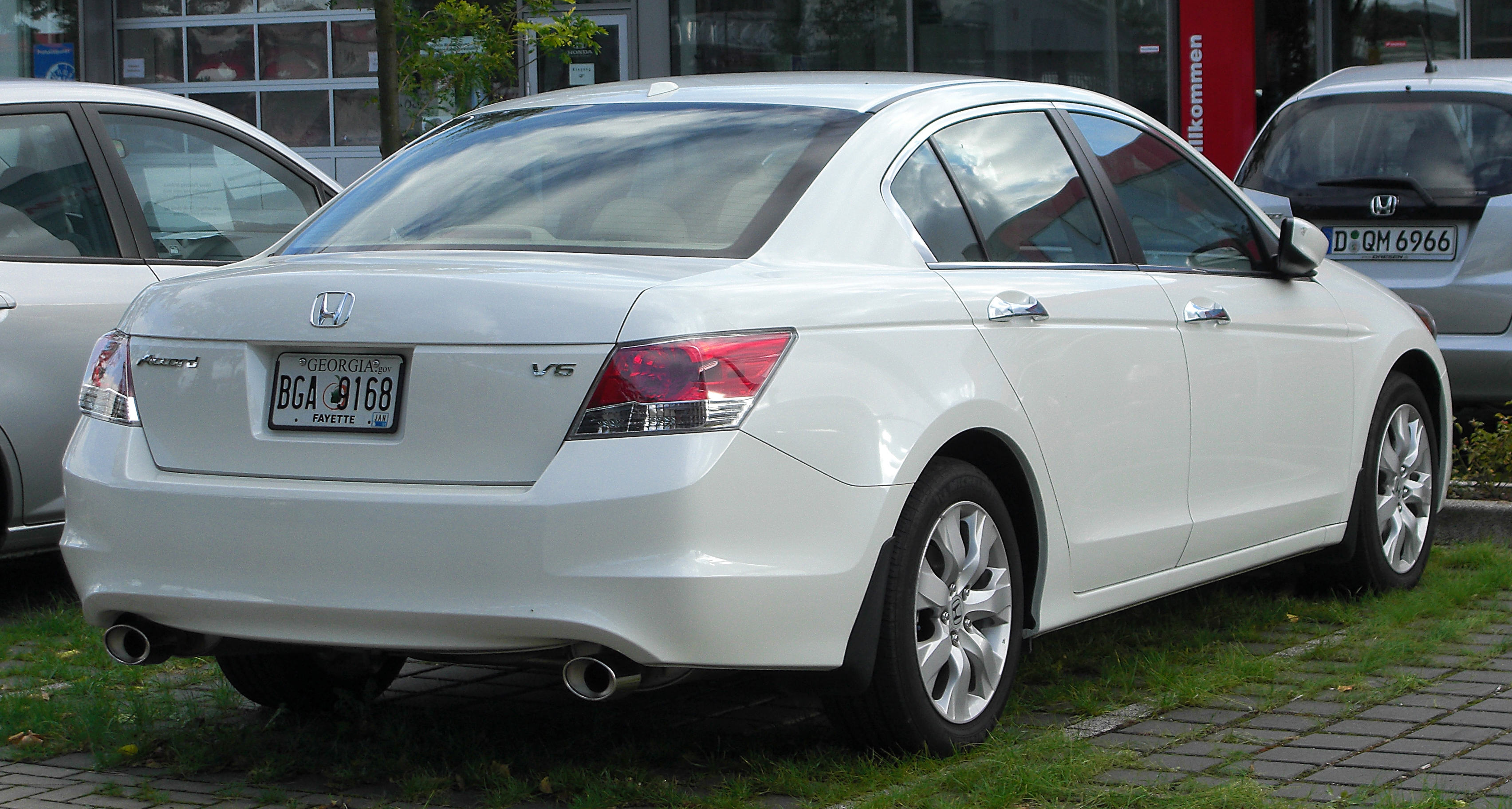
2008–2012 Accord (U.S. and China)

A versão norte-americana do Accord tem um corpo diferente do seu homólogo japonês. Esta forma é vendida como a Honda Inspire no Japão e não é vendida na Europa. Foi descontinuado no Japão em setembro de 2012. [citação necessário] Maior que o modelo prévio, o sedan é agora classificado como um carro em tamanho grande por padrões de EPA. Uma versão cupê está disponível, assim como um modelo de fastback Crosstour, que foi introduzido nos EUA para o ano modelo de 2010. Os motores incluem um motor de 4 litros com 2,4 litros e 177 cv (132 kW) com 218 Nm (161 lb) para os sedans Lx-Se e 220 cv (142 kW) com 220 Nm (220 l) para os sedans e cupês EX-Ex-l e LX-S; assim como um V6 de 3,5 litros avaliado em 272 bhp (203 kW) e 254 lb⋅ft (344 N⋅m).
Na Austrália, Nova Zelândia, Sri Lanka, Índia, Tailândia, Indonésia e Singapura, este carro, que é montado na Tailândia, é vendido como o Accord em formas de direção esquerda ou direita. Na Malásia, o Accord é montado localmente. Em Hong Kong, este carro é fabricado no Japão e vendido como o Accord, e em Taiwan, o Accord é montado localmente. Na China, a Guangqi Honda também fabrica este veículo com motores 2.0L, 2.4L e 3.5L. Guangqi começou a fazer o Accord Crosstour em 2010.
Na Malásia, a oitava geração também é rebatizada como Proton Perdana a partir de dezembro de 2013 e é usada por funcionários do governo. É montado na fábrica da Honda-DRB no Parque Industrial HICOM Pegoh, Alor gajah, Melaka.

## Nona geração (2013 – 2018)
Essa geração conta com versão equipada com transmissão continuamente variável (Câmbio CVT) e com versões híbridas.

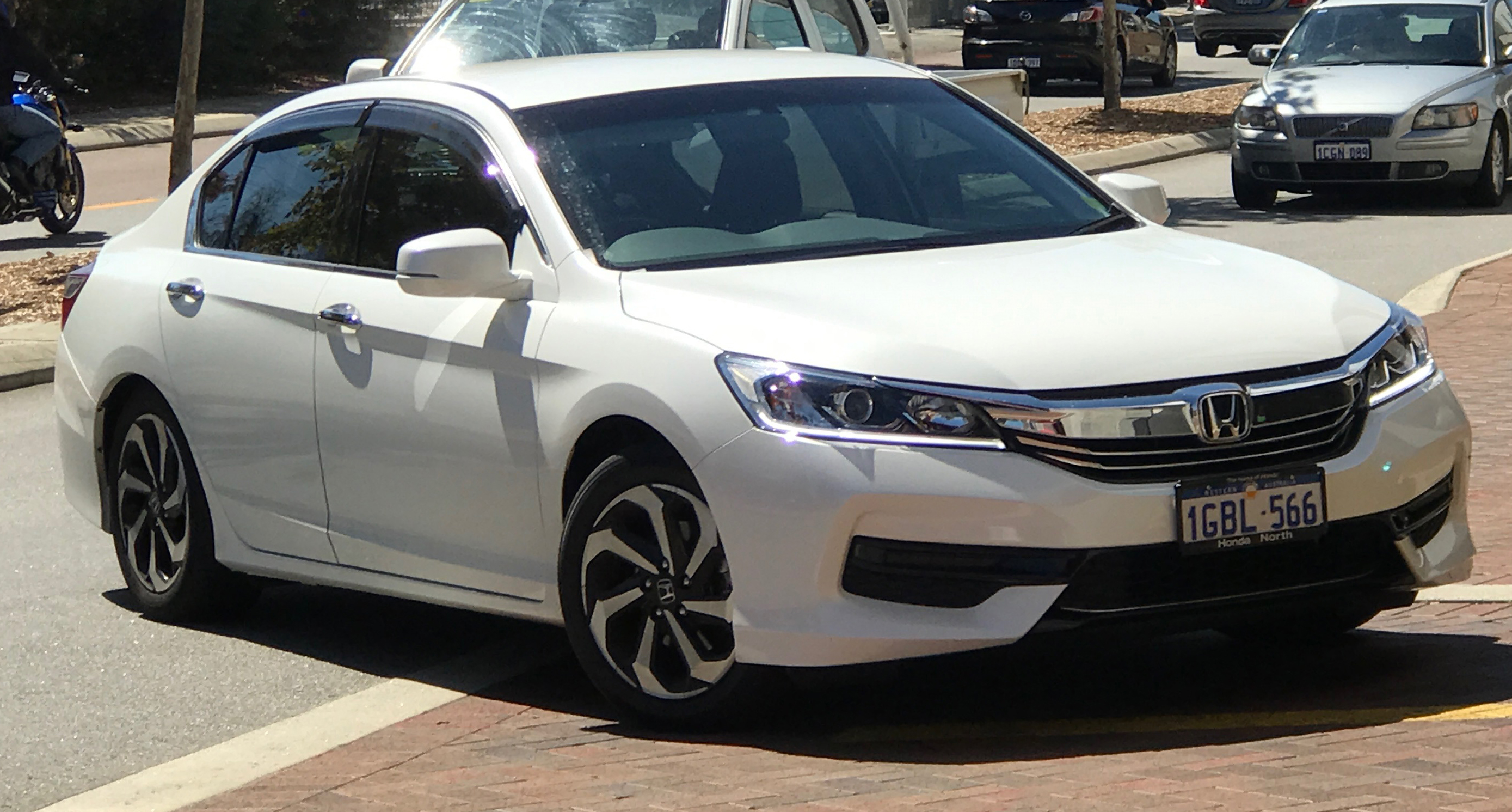
Facelift da nona geração.

### América do Norte, Ásia e Oceania

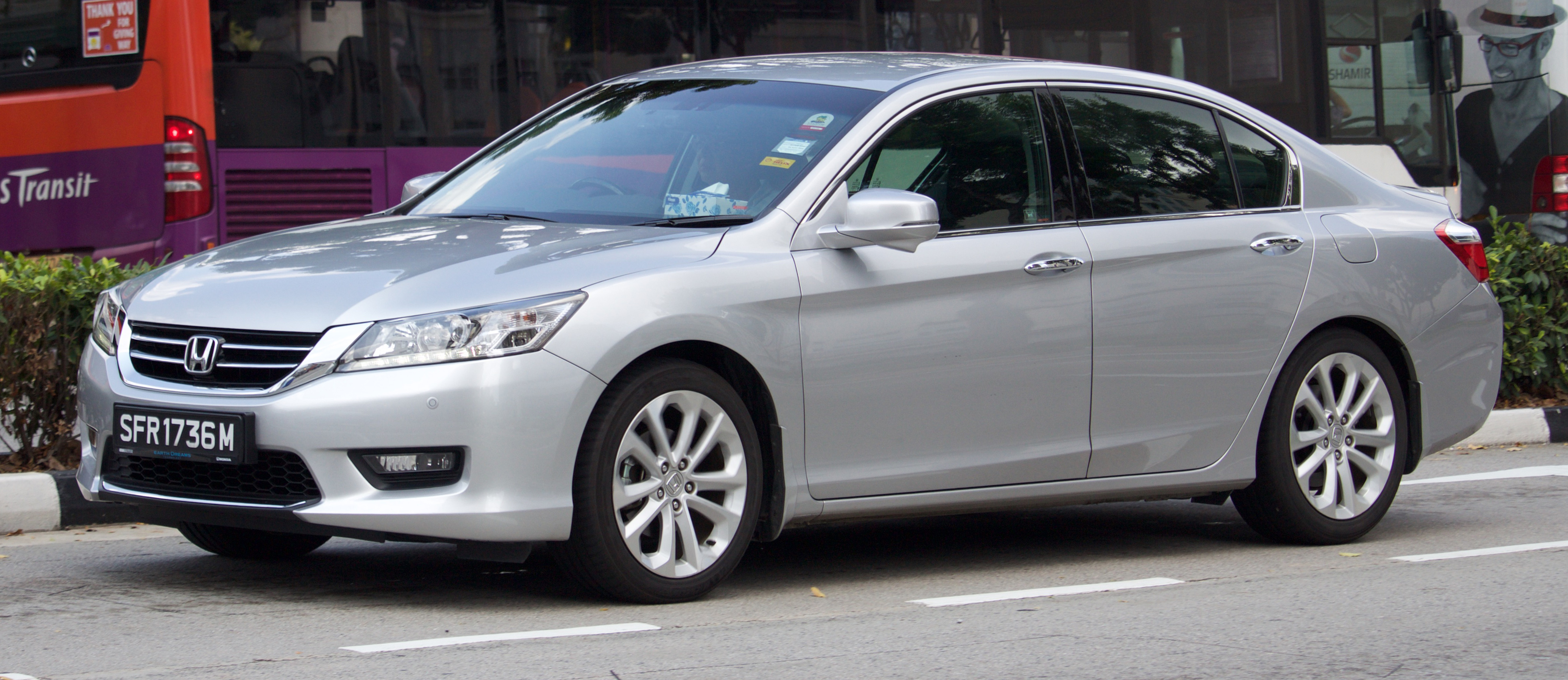
Honda Accord 2.4 i-VTEC (Singapura; pré-facelift)

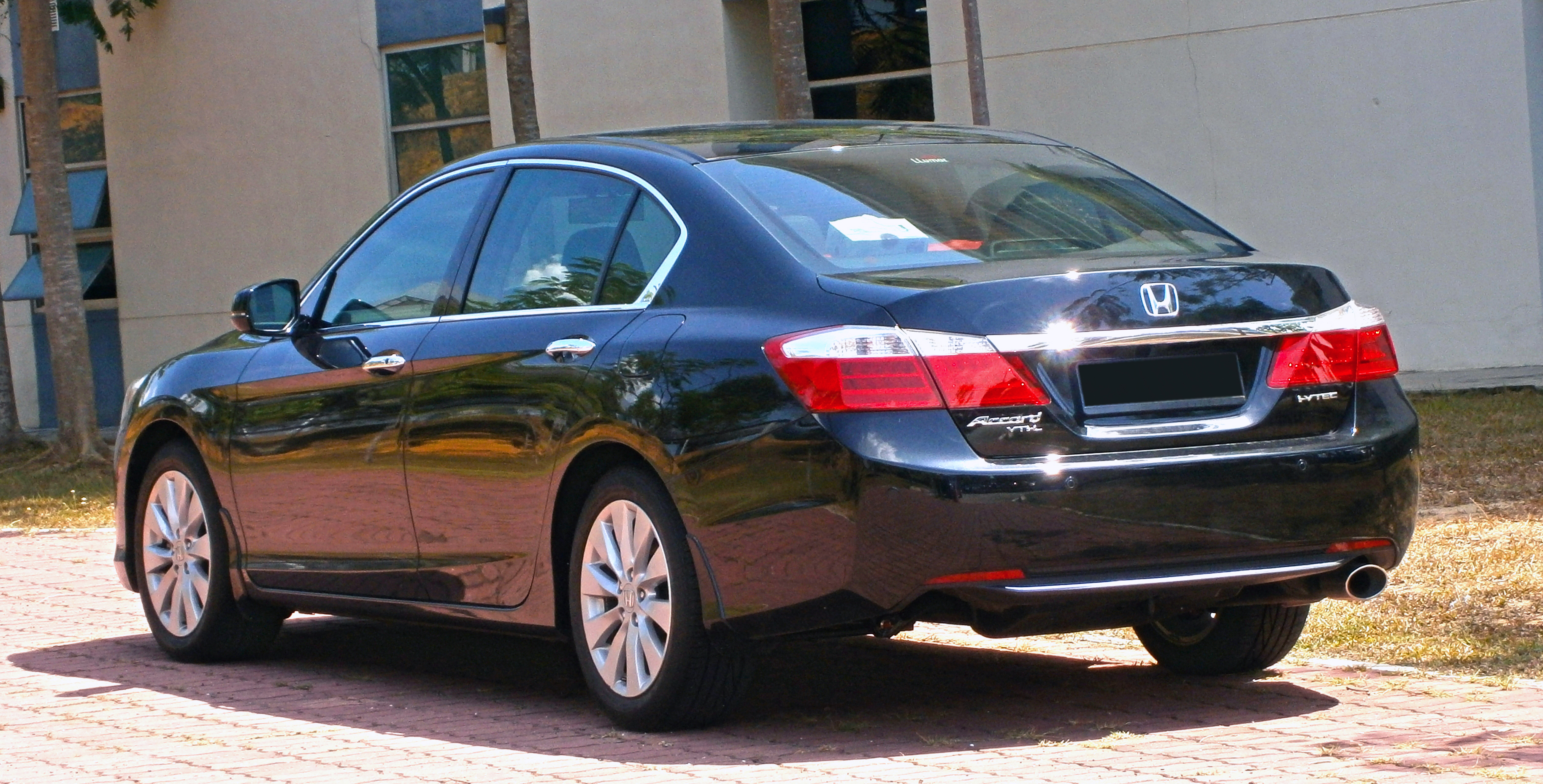
Honda Accord VTi-L (Malásia; pré-facelift)

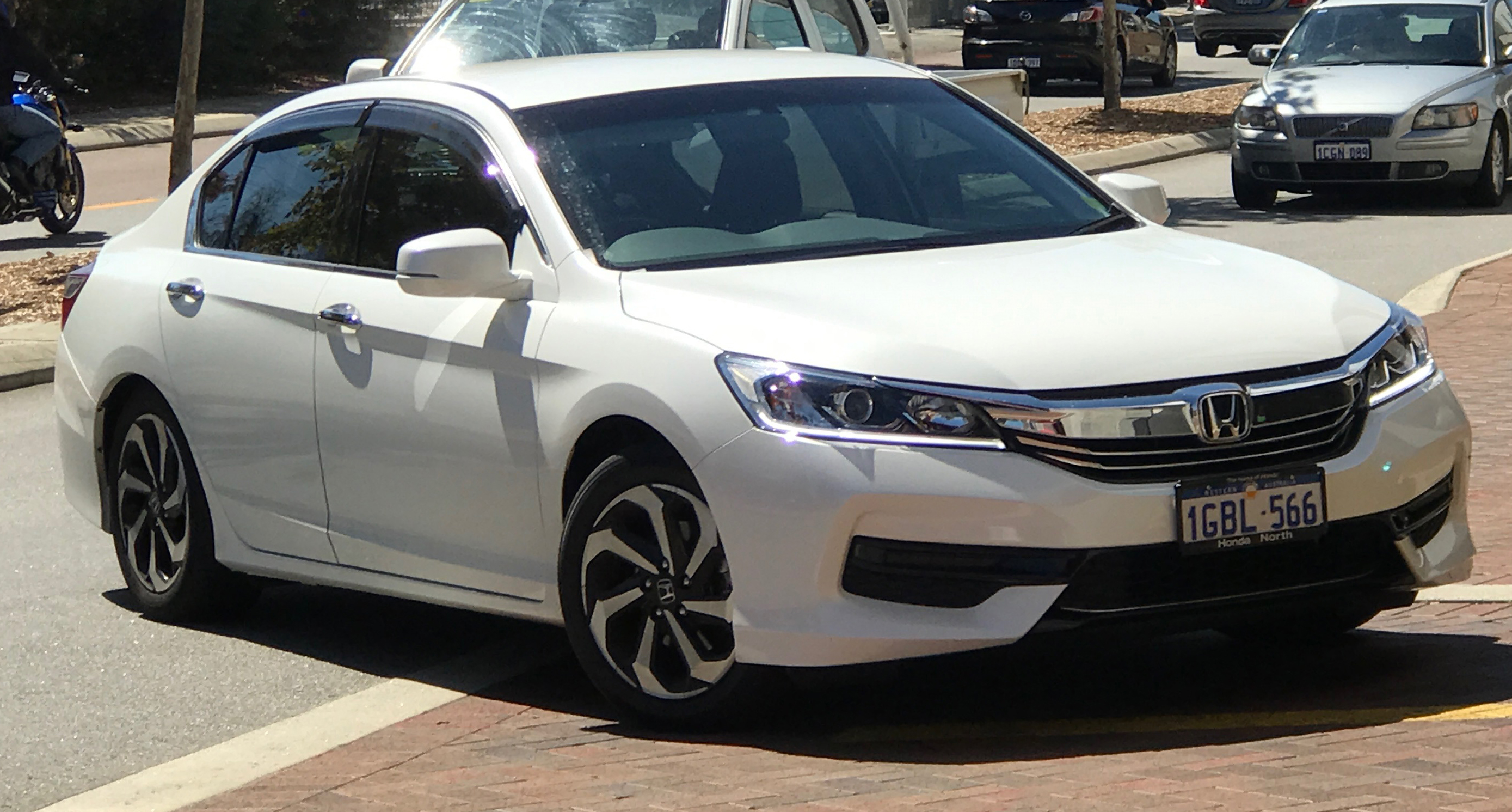
Honda Accord VTi (Austrália; facelift)

Para o Accord de nona geração, a Honda nomeou Shoji Matsui, que atuou como engenheiro na plataforma Accord de 1985 a 1996, como gerente de projeto principal. É o primeiro veículo Honda a ser completamente desenvolvido sob a administração do CEO da Honda, Takanobu Ito.
A Honda revelou o Accord Coupe Concept no Salão Internacional do Automóvel de 2012 em Detroit. Em agosto de 2012, a empresa divulgou detalhes iniciais relativos ao sedan Accord 2013, e as versões de produção do sedan e do cupê foram totalmente reveladas no início de setembro de 2012. O sedan Accord foi colocado à venda em 19 de setembro de 2012 nos Estados Unidos, com o cupê seguindo em 15 de outubro. As datas de lançamento correspondentes no Canadá para os modelos sedan e cupê são 24 de setembro de 2012 e 1 de novembro de 2012, respectivamente. Em fevereiro de 2013, o Accord estava programado para entrar no mercado russo. Em junho de 2013, o híbrido e plug-in Accord foram introduzidos no mercado japonês, com a descontinuação da Honda Inspire, servindo como sedan grande da Honda e um nível abaixo do Honda Legend.
A partir de 2014, a Honda exporta Accord para o Oriente Médio e Oriente Próximo, África, membros da CEI e outros da China.

## Décima Geração (2018 – presente)

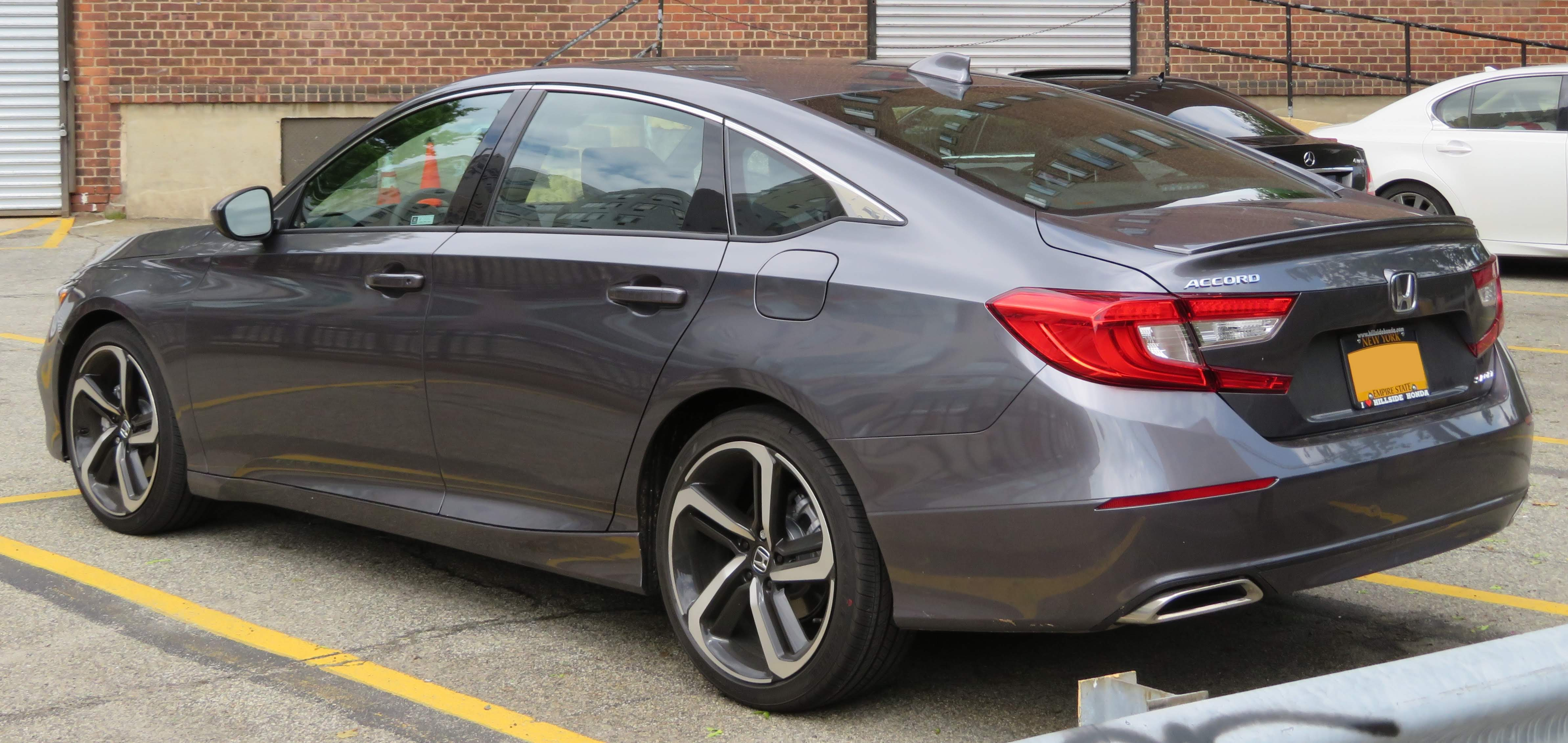
Visão de rê

A Honda apresentou o sedan 4 portas Accord em 14 de julho de 2017. A produção começou em 18 de setembro de 2017 e as vendas começaram em 18 de outubro de 2017 nos Estados Unidos como um modelo de 2018.  Também foi lançado no Canadá em 27 de outubro de 2017. O veículo é equipado com o padrão Honda Sensing em todos os modelos e um motor turbo de 1,5 litro base, acoplado a uma transmissão manual de 6 velocidades ou contínua (CVT). O motor opcional turbo de 2.0 litros, que substituiu o motor V6, estava disponível a partir de dezembro de 2017. Este motor é baseado no design do motor oferecido no Honda Civic Type R, mas com um turbocompressor menor ou menos árvore de cames agressiva. O 2.0T possui uma transmissão manual de 6 velocidades ou automática de 10 velocidades. Accord oferece 192 cavalos de potência e 192 lb-pés de torque.Honda Engine analysis Com esta geração, o Accord agora é oferecido exclusivamente como um sedã de quatro portas, a variante de cupê sendo descontinuada.